# Musée des Beaux-Arts de Brest
Das Musée des Beaux-Arts de Brest ist das wichtigste Kunstmuseum der Stadt Brest in der Bretagne. Das Museum und seine Sammlung wurden nach dem Zweiten Weltkrieg neu aufgebaut. Das Museum wurde genauso wie der größte Teil der Stadt infolge des Bombardements der Alliierten zerstört. Mit bemerkenswerter Mühe konnte eine Sammlung alter Gemälde zusammengeführt werden. Es war die größte Sammlungsgründung in Frankreich seit 1945. Die Sammlung bietet ein Überblick über die französische und italienische Malerei über Jahrhunderte hinweg. Moderne Malerei ist gleichermaßen vertreten. Dies auch obwohl das Museum sich auf die Schaffung einer Sammlung alter Kunst als Zeuge vergangener Zeit für eine Stadt, die ihr Kulturerbe aufgrund der Bombardierung verlor, konzentrierte. Das Museum ist in einem 1968 vollendeten Gebäude untergebracht. Es ist typisch für die funktionelle Architektur der Nachkriegszeit in Brest.

## Geschichte

### Von einem Kornspeicher…
Im Jahr 1812 entschied die Gemeinde, einen Kornspeicher (grenier d'abondance) oder eine Markthalle für Korn (halle aux blés) zu errichten, um den Preis des Korns und damit des Brotes zu senken. Der Bericht des Architekten Voyer schätzt die Kosten dieser Konstruktion auf 250 000 Francs.

Das Gebäude wurde zum Teil im alten Garten des Karmeliterordens, Eigentum des Armenhauses gekauft von der Stadt im Jahr 1820 sowie auf einem Privatgrundstück auf dem Platz der Halle aux Blés, heute der Platz Sadi-Carnot gebaut. Es war eine imposante Architektur mit 40 Metern Länge und 30 Metern Höhe. Das pyramidale Dach dominierte die Stadt. 1828 wurde der Grundstein durch Admiral Duperré gelegt. Fünf Jahre später am 15. September 1833 öffnete die Halle für die Öffentlichkeit zum Verkauf und zur Einlage von Weizen. Das Gebäude war komplett gepflastert mit 1600 Quadratmetern überdachter Fläche. In der ersten Etage wurde Tuch und andere Waren (Trockene Lebensmittel, Flachs, Fasern, Leder, Glaswaren) ausgelegt. 

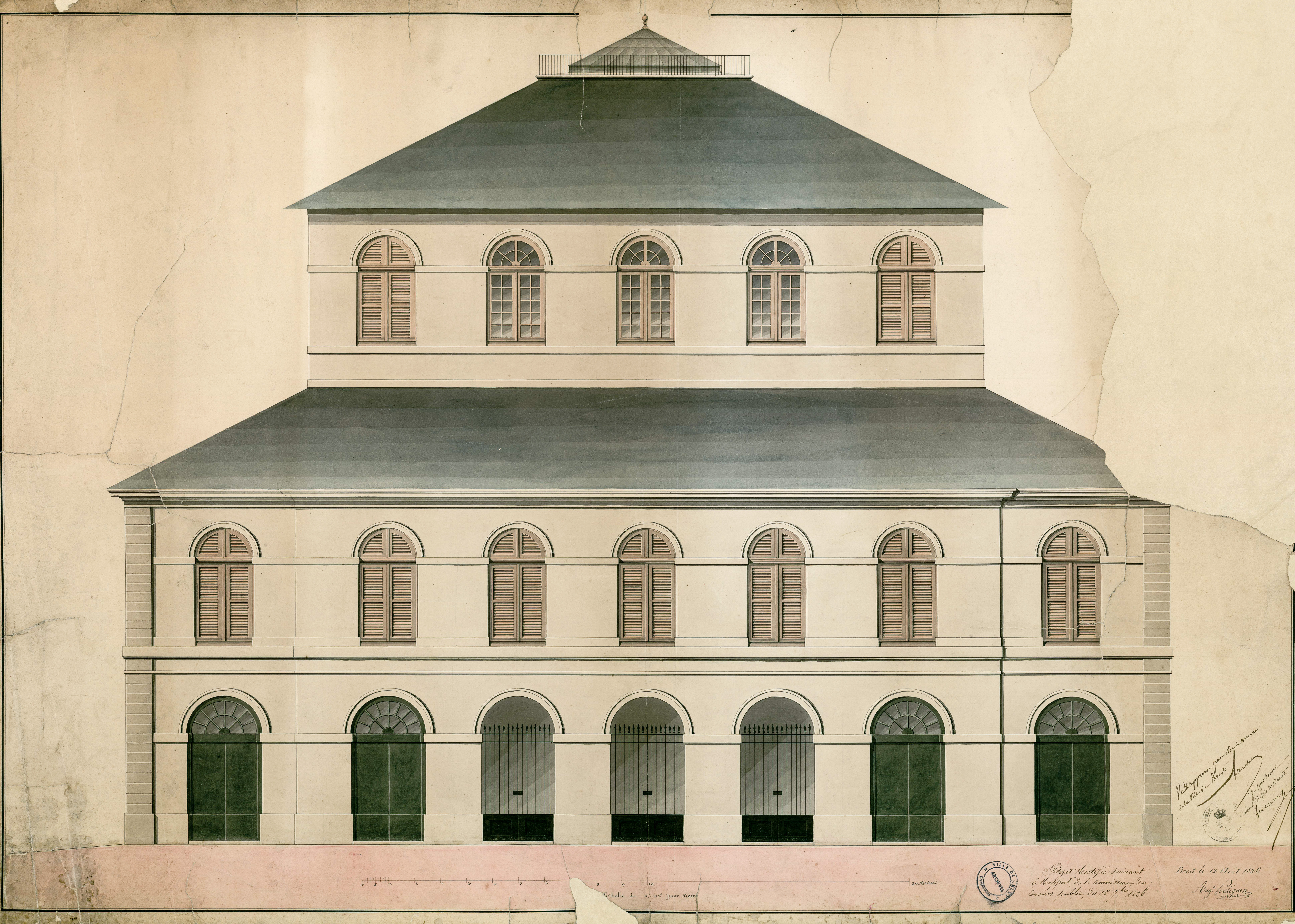
Erster Architekturplan der Halle aux Blés von 1826.

### Zu einem multifunktionalen Ort
Schrittweise öffnete sich der Kornspeicher auch anderen Funktionen. Im Jahr 1842 wurde das zentrale Schiff als Ballsaal anlässlich des Besuchs des Herzogs und der Herzogin von Nemours genutzt. Im August 1858 empfing die Gemeinde dort Kaiser Napoleon und Kaiserin Eugénie. Im Jahr 1853 wurde die erste Etage zur Bibliothek mit 35000 Bänden sowie Archiv der Stadt. Vorher befanden sich diese auf dem Dachboden des Rathauses. Der Verein Brestoise nutzte einen Teil des Erdgeschosses bis 1940 für diverse sportliche Aktivitäten (Fechten, Revolverschießen, Gymnastik etc.). In Folge des großen Feuers im Grand Théâtre, Place du Champ de Bataille (heute: Place Wilson) im Jahr 1866 wurde der Festsaal wieder in die Halle verlegt.

Die Idee von einem Museum in Brest ist seit den 1850er Jahren in den Köpfen und seit dieser Zeit werden dem Rathaus und der Société Académique de Brest (SAB) für das Museum angeboten. Darunter auch das Erbe des Uhrmachers Éléouët aus Landernau, der 1856 starb. Seine Münzsammlung bestehend aus 1200 bis 1300 Münzen, die er in 20 Jahren zusammengesammelt hatte, sollte für 4000 Francs den Besitzer wechseln. Sie deckte alle Epochen ab, von den Galliern bis ins 19. Jahrhundert. 

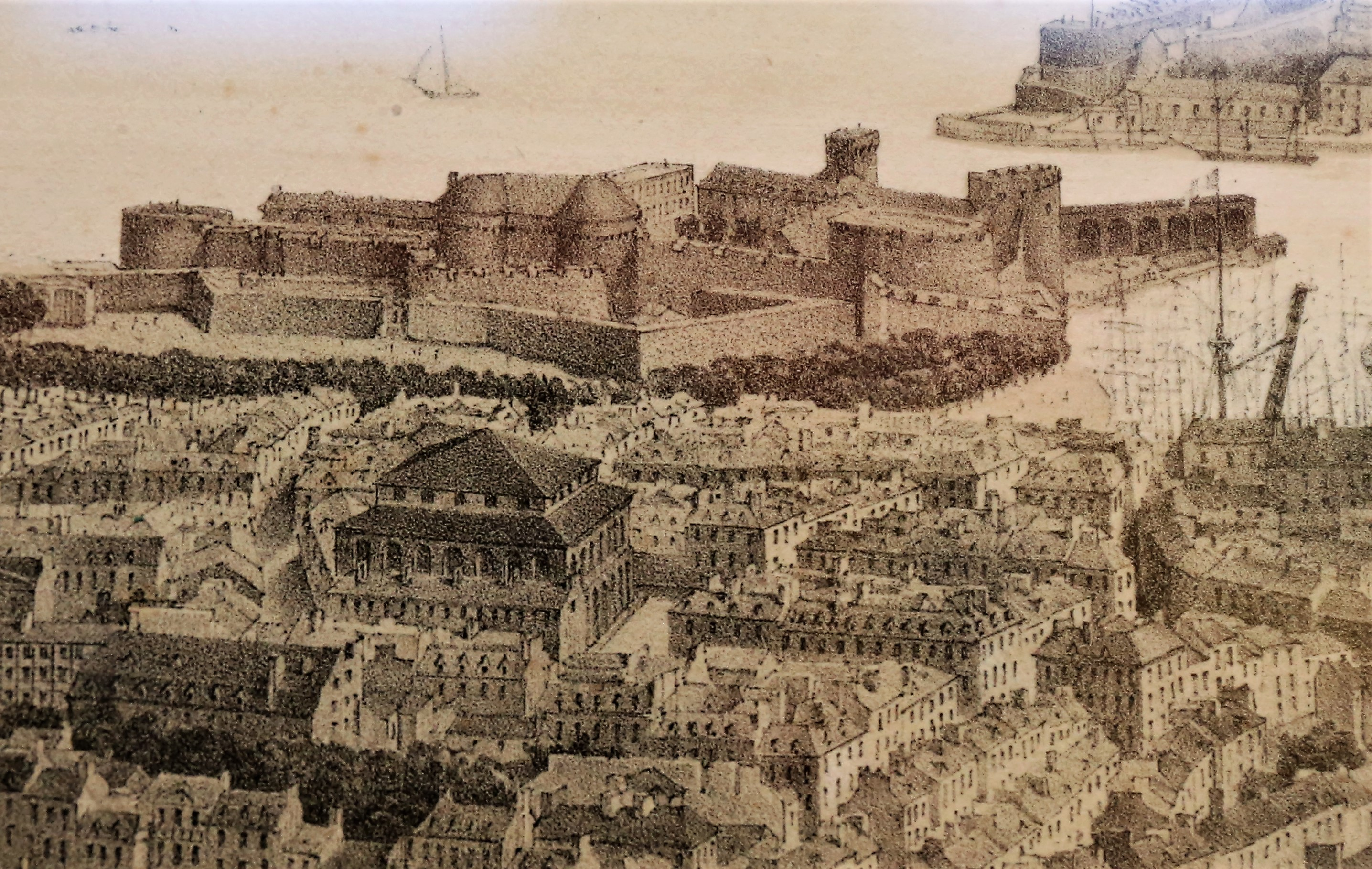
Alfred Guesdon - Blick auf die Reede von Brest um 1850.

### Gründung des Musée des Beaux-Arts de Brest
Im Jahr 1868 schlug der Maler und Autor aus Brest Henri Hombron vor, ein Museum auf Grundlage eigener Bestände zu gründen. Er war außerdem Autor des Museumskataloges von Quimper im Jahr 1873 und von diversen Artikeln und künstlerischen Monographien. Er bekam nach einem Beschluss der Gemeinde ein Budget zur Errichtung des Museums. Der Präsident der SAB bat beim Kunstministerium darum, dass der Staat das Museum erweitert. Unterstützt wurde er dabei von dem Bürgermeister Auguste Salaün-Penquer. Die ministerielle Antwort fiel günstig aus, aber die Zuteilung der Kunstwerke konnte nicht stattfinden, außer während der offiziellen Öffnung des Museums. Der Krieg von 1870 unterbrach das Projekt.
Nach dem Krieg nahm Henri Hombron sein Projekt wieder auf. Er bat die Gemeinde um Zustimmung für Subventionen in der Sektion Kunst des SAB, um eine jährliche Malerei- und Zeichnungsausstellung zu veranstalten. Die SAB unterstützte die Kunstproduktion, in dem sie Preise und Belohnungen verteilte. Mit der Hilfe von zwei Konservatoren des Musée du Louvre, die in Brest während des Krieges 1870 Zuflucht fanden, restaurierten sie Bilder, die im Rathaus zwischengelagert waren.

### Die Anfänge des Museums

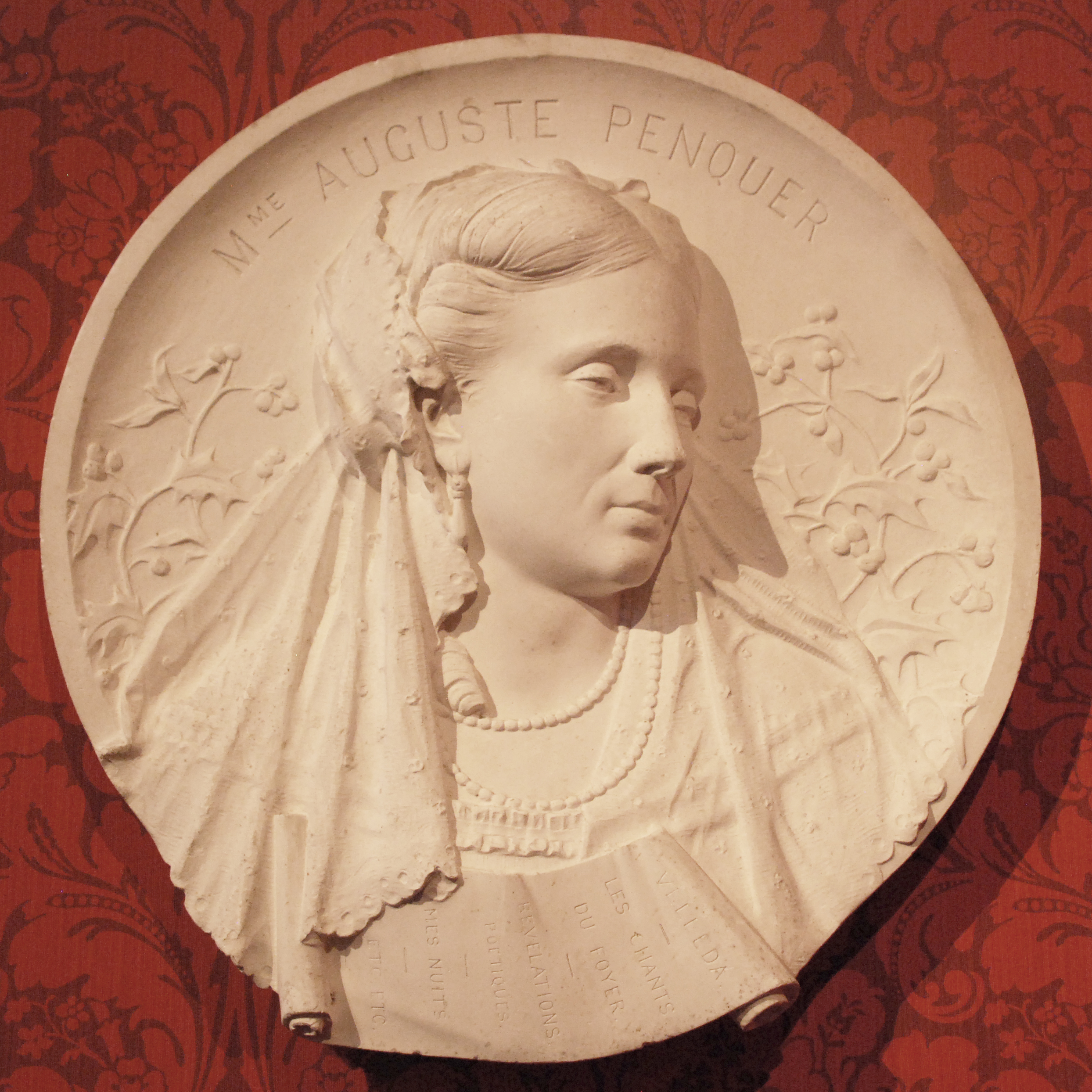
Medaillon mit Léocadie Salaün-Penquer.

Der Bürgermeister Salaün-Penquer, der Gründungsmitglied der SAB war, hatte die Idee zu einer künstlerischen Ausstellung zugunsten der Armen im Inneren des Kornspeichers mithilfe von geliehenen Kunstwerken: mehr als 800 Bilder, Malereien, Druckgraphiken, Pastellen, Photographien, Aquarelle, Radierungen, Miniaturen, Kohlezeichnungen kamen zusammen. Die Ausstellung unter der Patronage der Gemeinde eröffnete am 3. Mai 1875 und es ergaben sich zahlreiche Schenkungen von Bildern und Objekten. Die Ausstellung wurde von mehr als 13000 Besuchern innerhalb 15 Tagen besucht.
Am Ende dieser Ausstellung wurde das Museum gegründet und fand in der Galerie der Getreidehalle Platz. Das Gebäude hatte seine Rolle als Kornspeicher wegen der Entwicklung des Getreidehandels verloren. Nach Umbaumaßnahmen öffnete das Museum am 9. September 1877 seine Türen. Ausgestellt wurden 50 Bilder und 65 Zeichnungen oder Druckgraphiken sowie Naturobjekte, die von seefahrenden Marineoffizieren eingebracht wurden. Außerdem kam eine komplette Sammlung Mineralien und Steine des Departements, die M. Barillé schenkte, in drei Sälen hinzu.
Die Frau des Bürgermeisters Léocadie Salaün-Penquer, eine Dichterin, genannt die Brester Muse, unterhielt einen literarischen Salon Rue du Château, wo sie Dichter wie Victor Hugo, Leconte de Lisle oder José-Maria de Heredia empfing, hatte sicherlich eine wesentliche Wirkung auf die Entstehung des Museums.
Henri Hombron wurde durch den gemeindlichen Beschluss vom 27. Oktober 1875 bestätigt durch den präfektorialen Beschluss vom 9. August 1884 der erste Konservator des Museums. Er stattete in der ersten Etage zwei Galerien mit 500 Bildern, 65 Zeichnungen und Druckgraphiken aus. Der Ausstellungssaal wurde also erweitert und nahm Platz der kommunalen Bibliothek und des Zeichensaales ein. In einigen Jahren hatte sich die Sammlung vervierfacht dank des bewilligten Budgets durch den Gemeinderat und von großzügigen Spendern.

Dank der Gründung des Museums wurde Brest in die Liste derjenigen Städte aufgenommen, die von dem Kunstministerium jährlich ein Bild geschenkt bekamen.

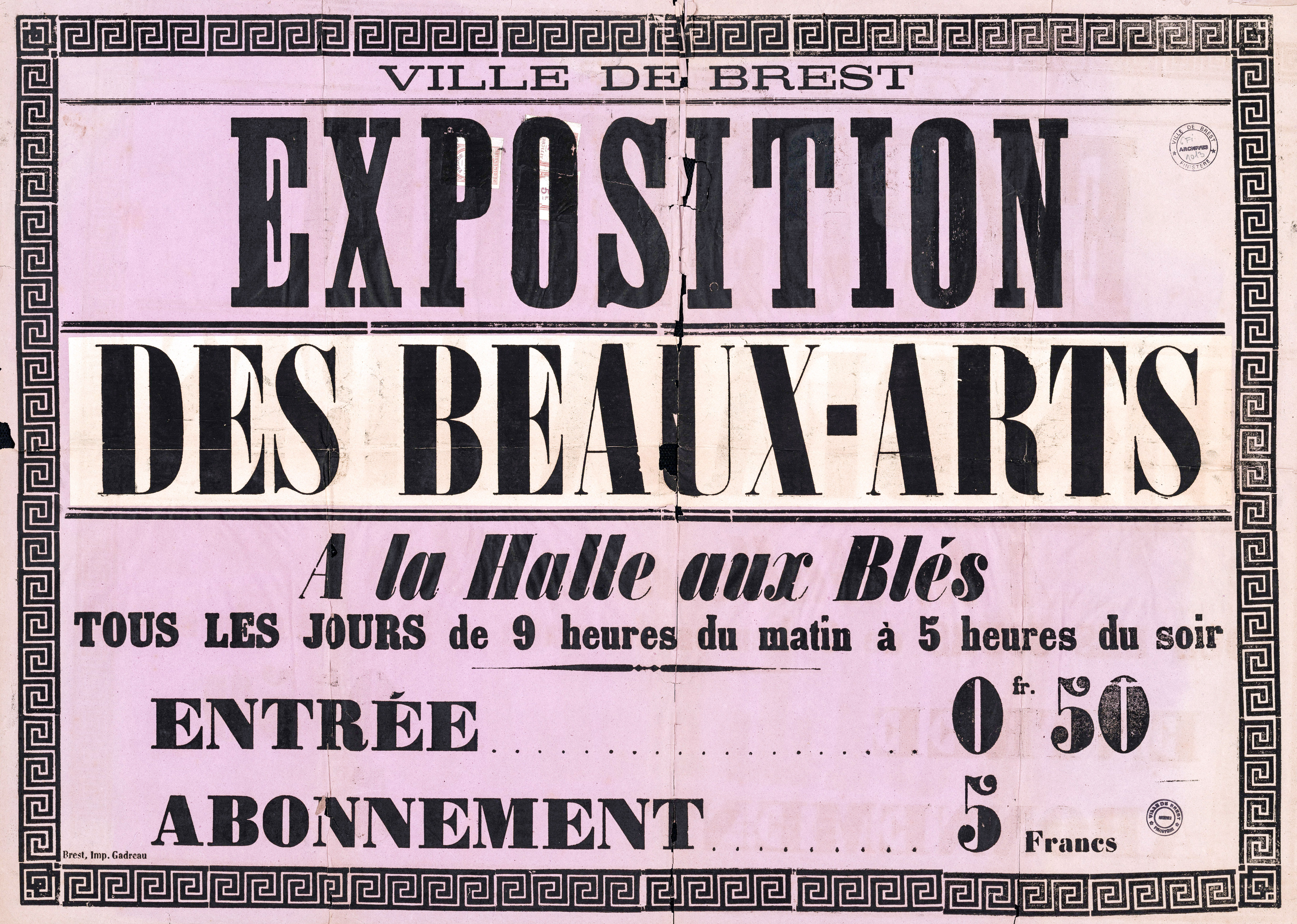
Erstes Ausstellungsplakat des Musée des Beaux-Arts de Brest - 1877.

### Umbau der Säle
Der Konservator verfolgte die Vergrößerungsumbauten der Museumsräume. Diese Umbaumaßnahmen wurden 1873 bis 1880 realisiert. Das Museum setzte sich aus drei großen Sälen von fünf Metern, zwei Räume maßen 20 Meter Länge und dem mittleren Raum von 25 Metern. Sie werden von einem Kabinett mit 5 m² abgrenzt. Der kleinere Raum war für Statuen, Zeichnungen und Druckgraphiken reserviert. In anderen Vitrinen wurden Kunstobjekte, Kuriositäten, Münzen, Medaillen sowie eine Mineralien- und Fossiliensammlung gezeigt.

In den Jahren 1893–1894 wurden erneut Umbauten begonnen, um einen großen Festsaal und eine große Ehrentreppe anzubauen. Hier sollte der Präsident Sadi-Carnot würdig empfangen werden. Dieser kam aus gesundheitlichen Gründen schlussendlich nicht. Das Museum eröffnete 1894 erneut seine Türen mit acht Ausstellungsräumen im Erdgeschoss.

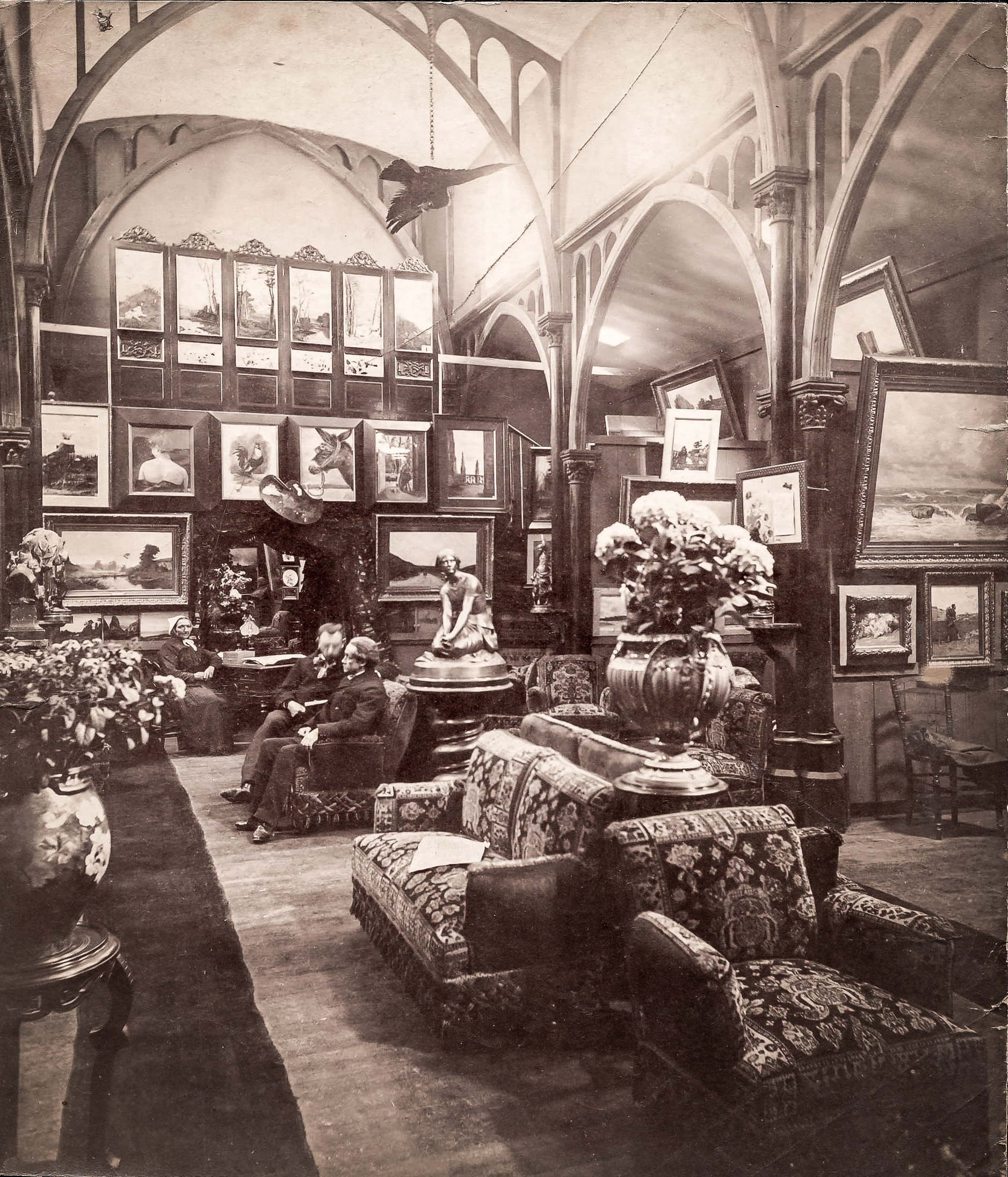
Ausstellungsraum im Erdgeschoss.

Plan der Halles aux Blés
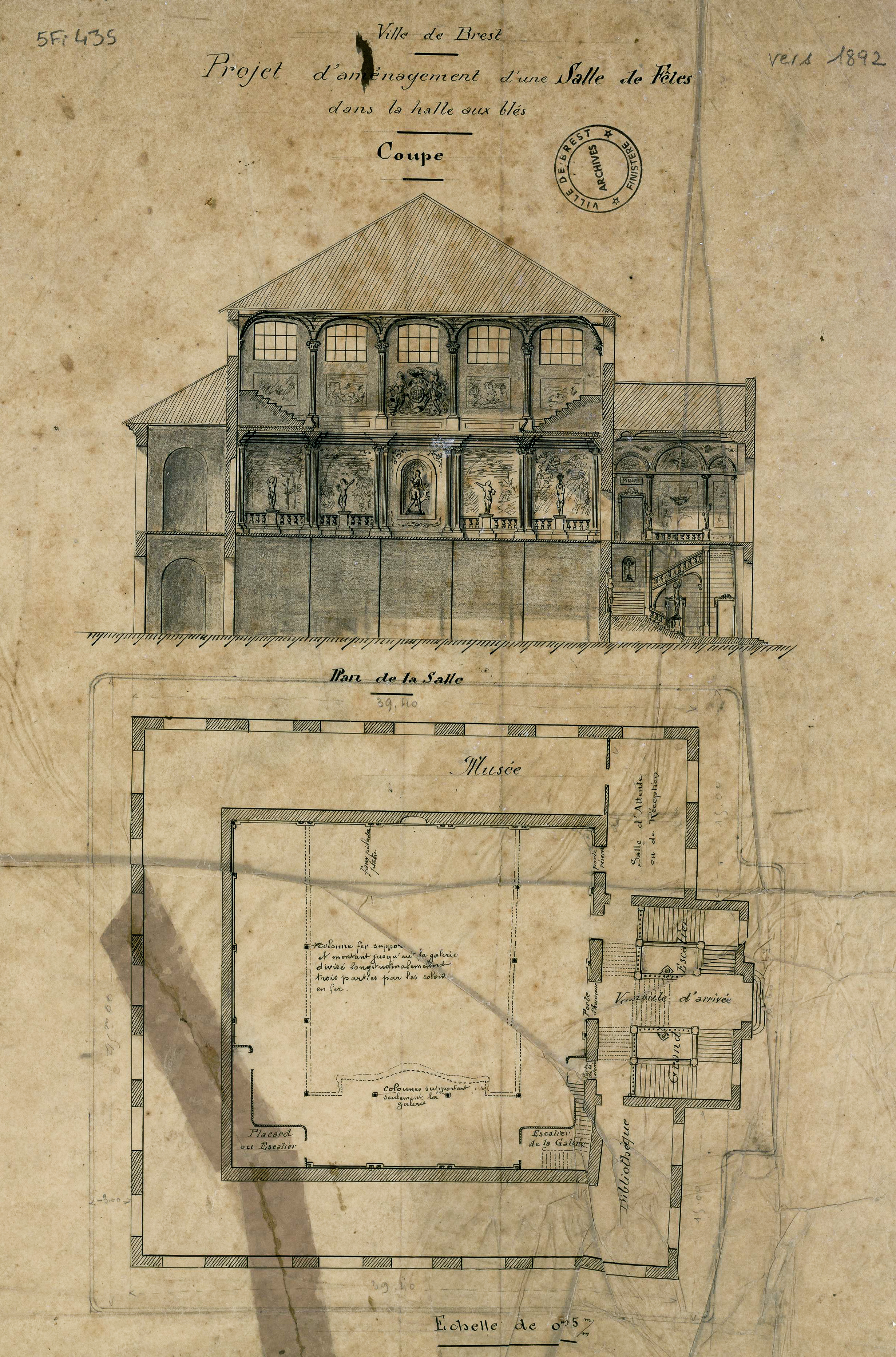
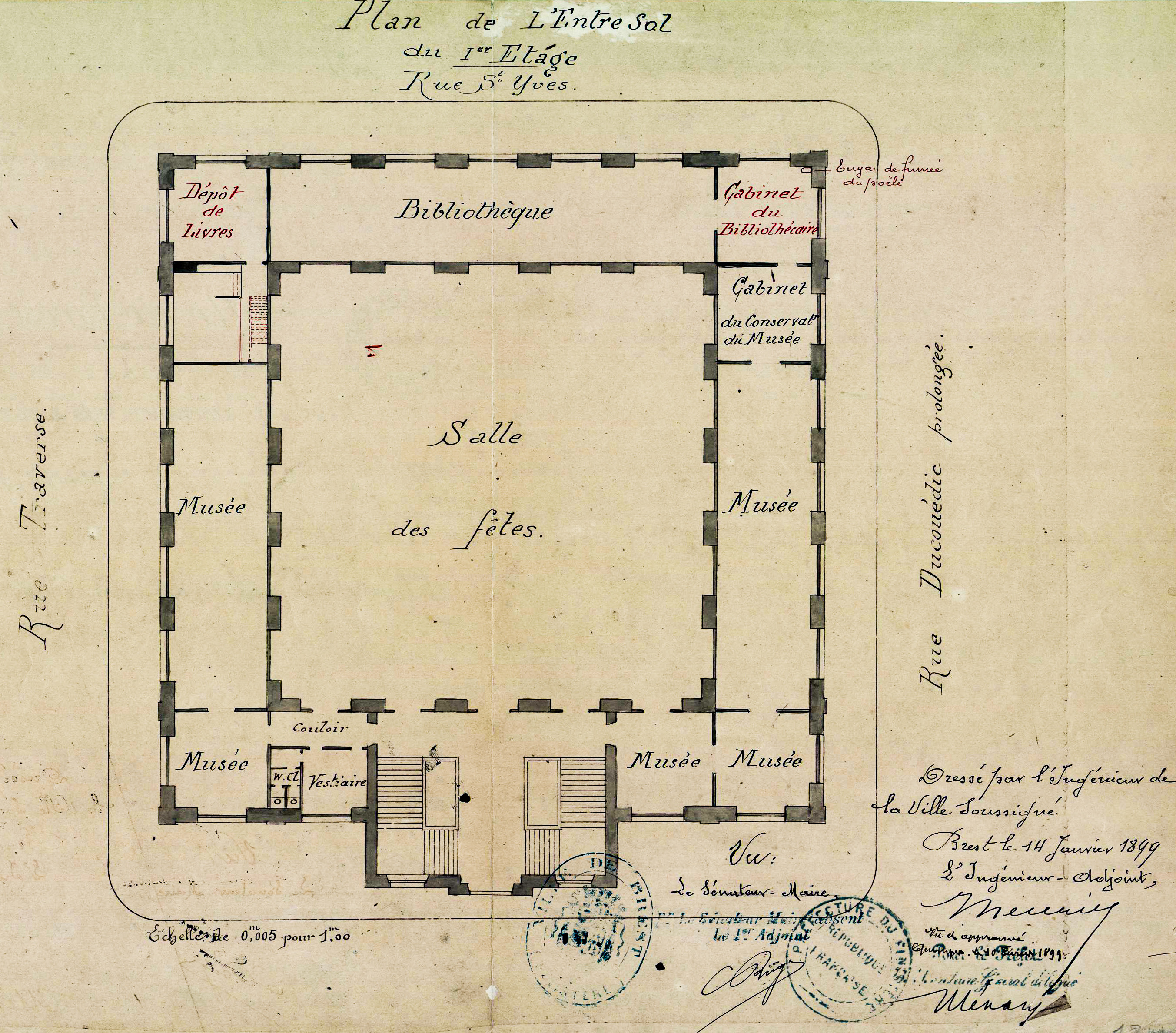
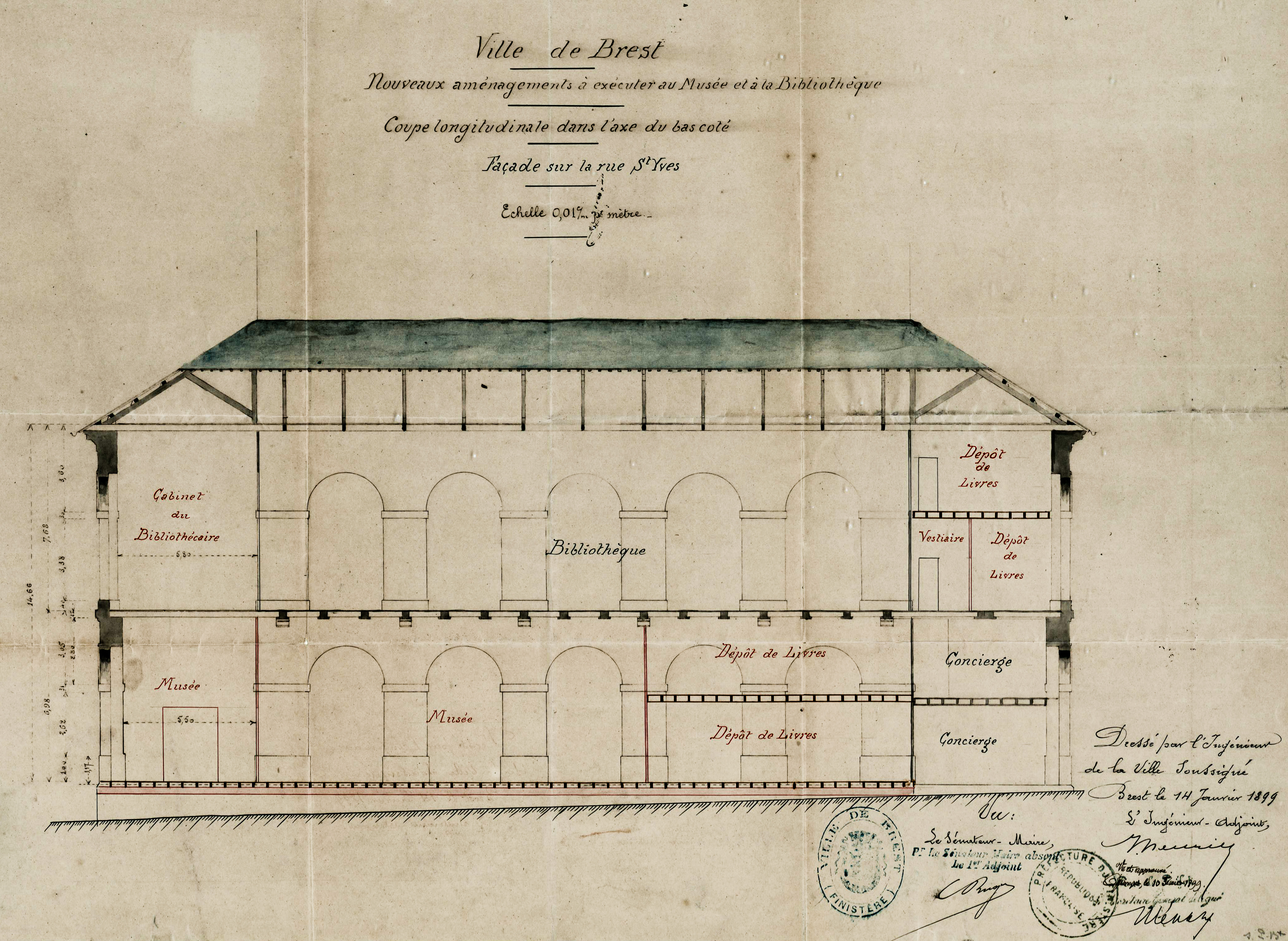

Ansicht der Außenseite nach dem Bau der Monumentaltreppe
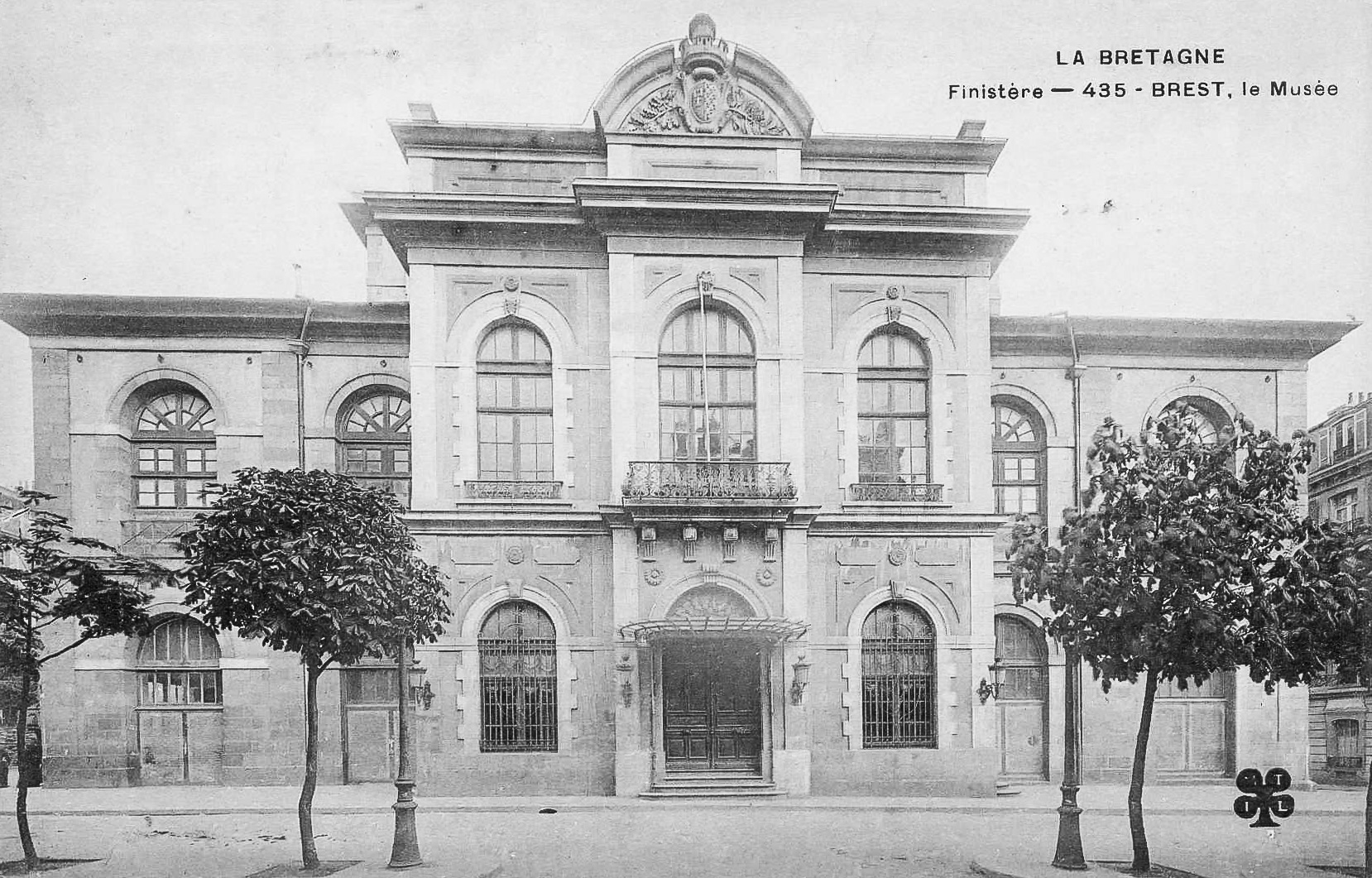
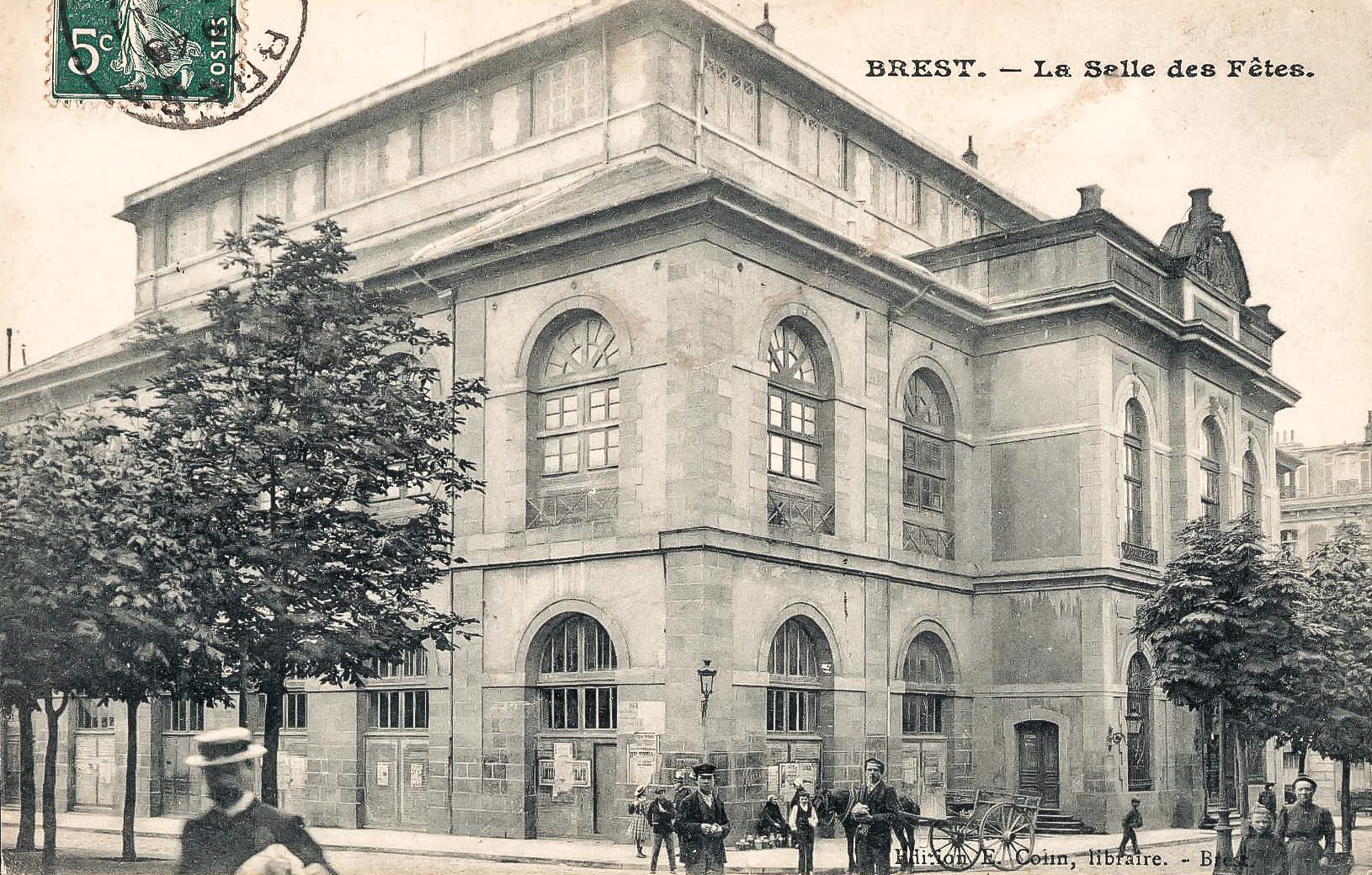
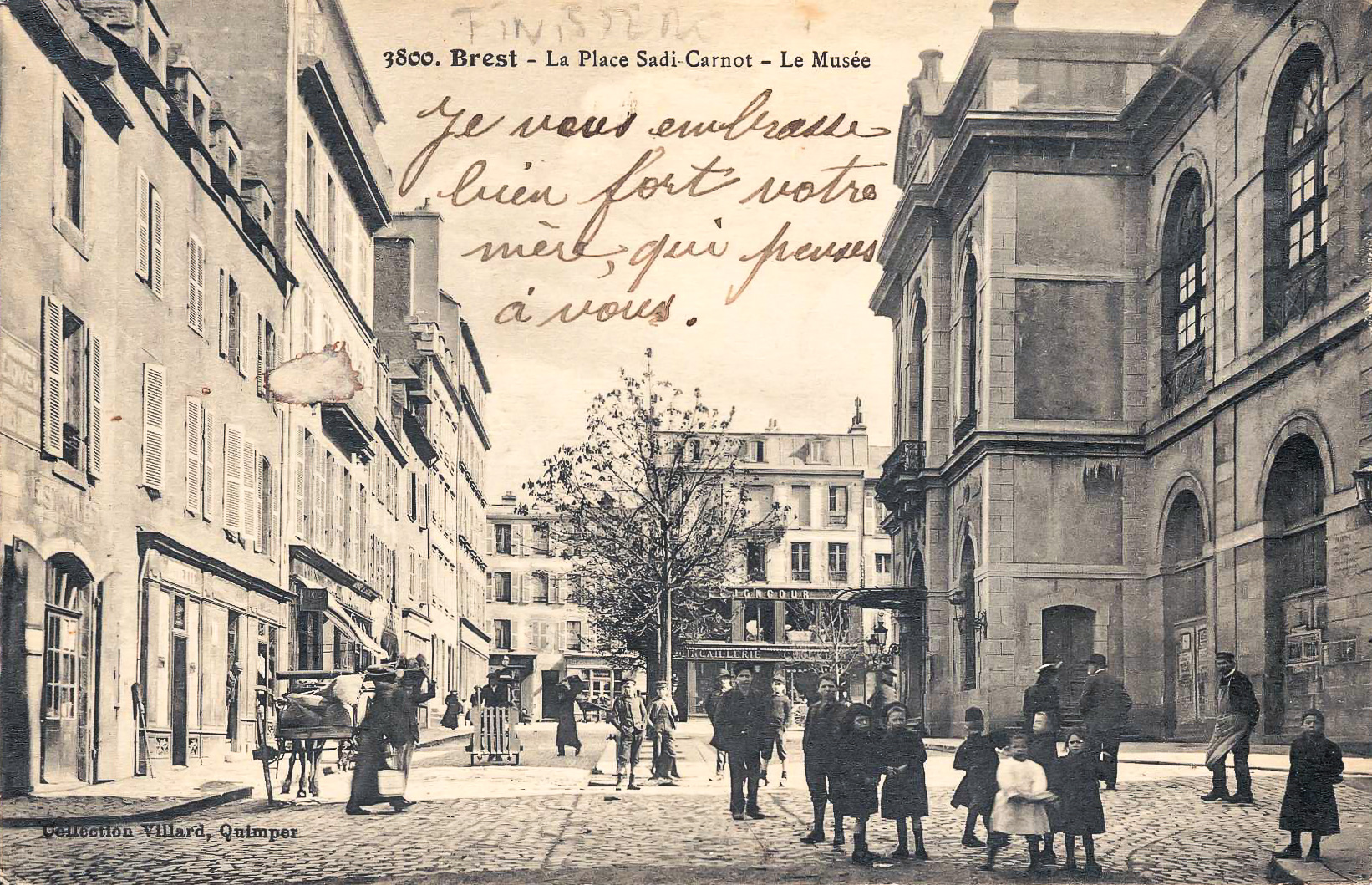

Am 22. April 1896 wurde der Platz zur Getreidehalle in Platz Sadi-Carnot zu Ehren des verstorbenen Präsidenten umbenannt.
Die mit Kunstwerken bedeckten Wände und die vollen Vitrinen stellten ein zusammengewürfeltes Ensemble dar. Die Bilder waren ohne Klassifikation nach Epoche oder Schule gehängt. Bis zu seinem Tod 1917 akkumulierte der Konservator Hombron zahlreiche Stücke.
Auf Initiative von M. Léonard, Konservator des Museums wurden am 1907 städtische Kunstkurse angeboten. Sie fanden in der Grundschule des Petit-Couvent (heute Place Wilson) oder im Museum statt.
Infolge einer Erbschaft des Marinekommissars Danguillecourt und seines Schwiegervaters des Vizeadmirals Cécille im Jahr 1920 bildeten 500 asiatische Objekte das Brester Erbe. 13 Vitrinen waren den Objekten des Fernen Ostens gewidmet.

Das Museum veranstaltete zudem temporäre Ausstellungen zur Malerei. Im Jahr 1923 wurde eine Ausstellung durch die Gesellschaft der Freunde der Kunst zugunsten der Katastrophen der Region von Tokyo veranstaltet, die Opfer eines Erdbebens wurden. In Folge dieser Ausstellung wurden chinesische und japanische Objekte in das Museum in Brest von der Marineabteilung des Louvre, ehemaliges Marinemuseum in Paris verlegt. Der Konservator Jean Lachaud wollte in den 1930er Jahren das Museum in Fragen des Fischfangs mit Booten und des Aquariums spezialisieren. 

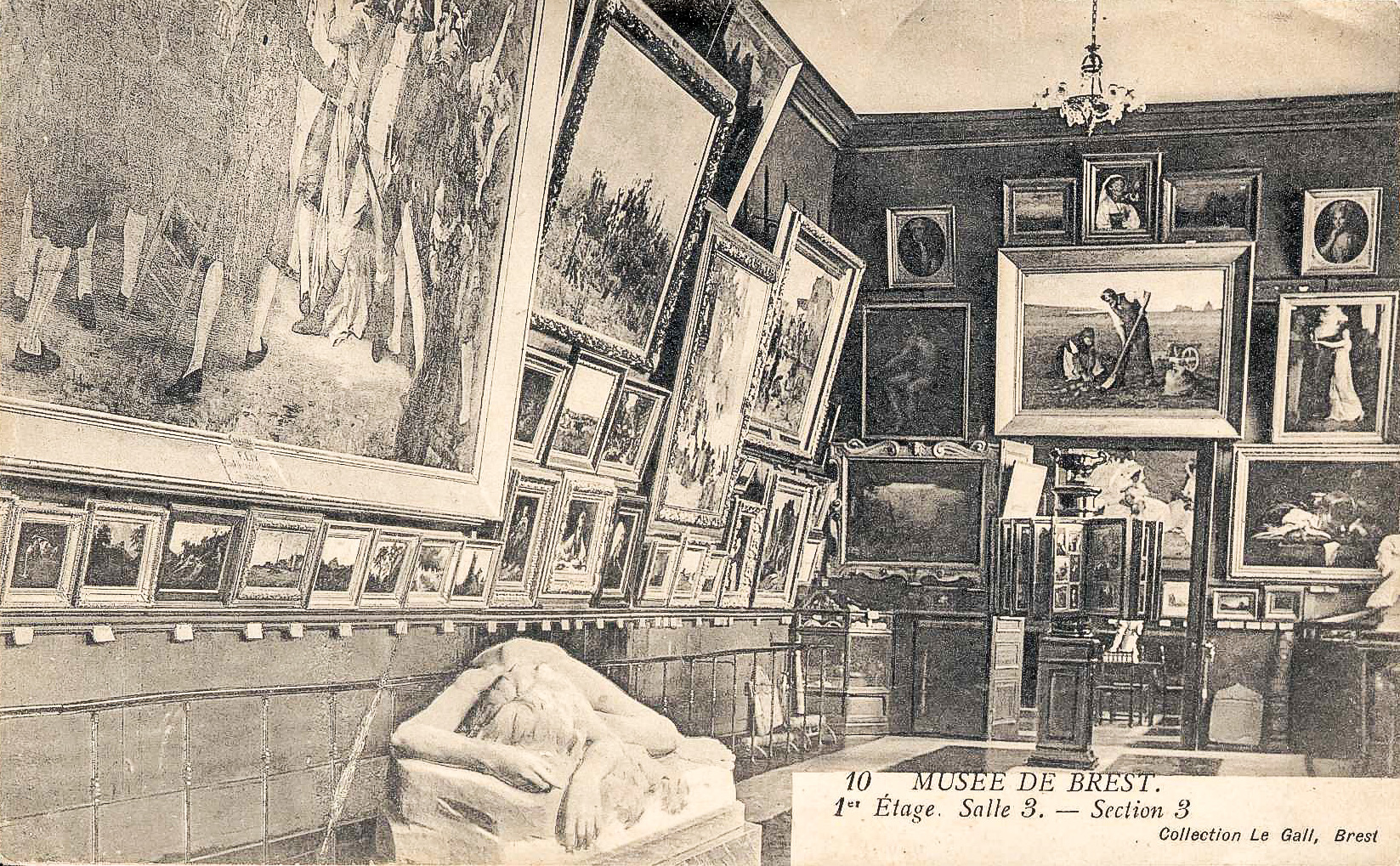
Saal im ersten Obergeschoss.

### Zerstörung des Museums
Am 20. September 1938 lud der Generaldirektor der Künste im nationalen Bildungsministerium in Paris den Konservator Jean Lachaud ein, eine Liste von Objekten und Werken, die im Kriegsfall geschützt werden mussten, zu verfassen.
Ab September 1939 wurde ein Teil der Sammlung, darunter die Sammlung Danguillecourt und Rodellec du Portzic sowie einige wertvolle Werke (95 Objekte) durch die Gemeinde in das Château de Penmarch nahe Lesneven, Eigentum der Stadt Brest evakuiert.
Als sich der Konfliktherd näherte, wurde entschieden, dass per Eisenbahn die 27 Kisten von Penmarch in das Château Plessis-Macé nahe Angers dann in das Château de la Lorie gebracht werden sollte.
Eine zweite Evakuierung mit den restlichen Werken war vorgesehen. Die Leinwände wurden aus ihren Rahmen gelöst, aufgerollt und in Kisten verpackt. Der Mangel an Arbeitskräften und der Mangel an Transportmöglichkeiten erlaubte es nicht, sie an einen sicheren Ort zu bringen. Am 30. und 31. März 1941 wurden einige Werke nach dreistündigem Bombardement durch die RAF auf schweren Kreuzern im Hafen von Brest beschädigt.
Die allgemeine Evakuierung des Museums war für den 9. Juli vorgesehen. In der Nacht aber vom 4. auf den 5. Juli wurde das Museum komplett beim Großbrand infolge des britischen Luftangriffs von drei deutschen Kreuzern zerstört. In der Folge kam es zu Plünderungen in den Trümmern und die Dépêche de Brest forderte die Bewohner auf, die gestohlenen Objekte in die Reste des Museums zurückzubringen. Es folgte die Räumung, doch nur wenige Sachen konnten wiedergefunden werden: Spielmünzen, Eisenwaffen, ein bronzener Lauf. Die öffentliche Bibliothek suchte Zuflucht im Erdgeschoss in der Mädchenberufsschule (Rue Danton), dann wurde sie in zwei Klassen der Vorschule Bugeaud errichtet.

Zerstörung der Halle aux blés in der Nacht vom 4. auf den 5. Juli
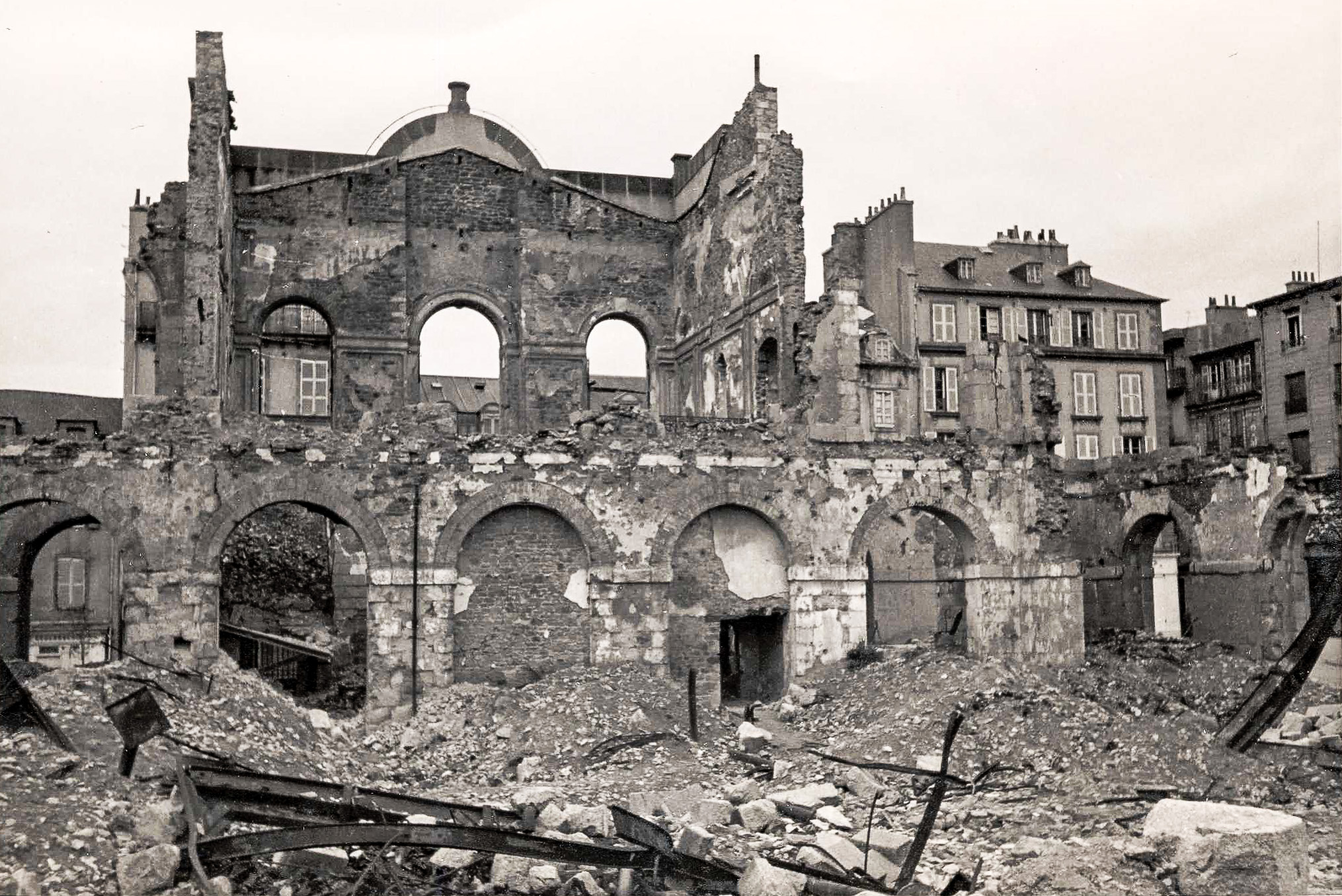
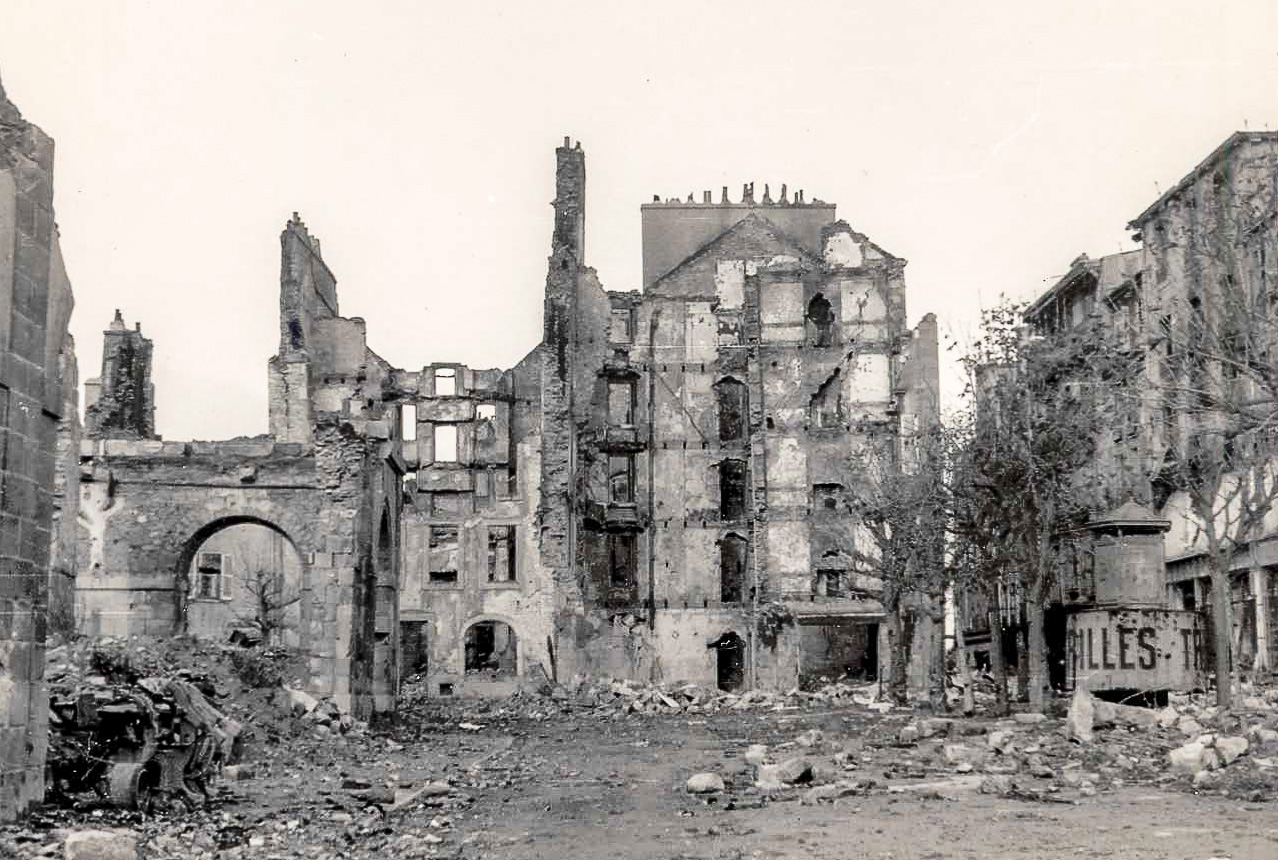
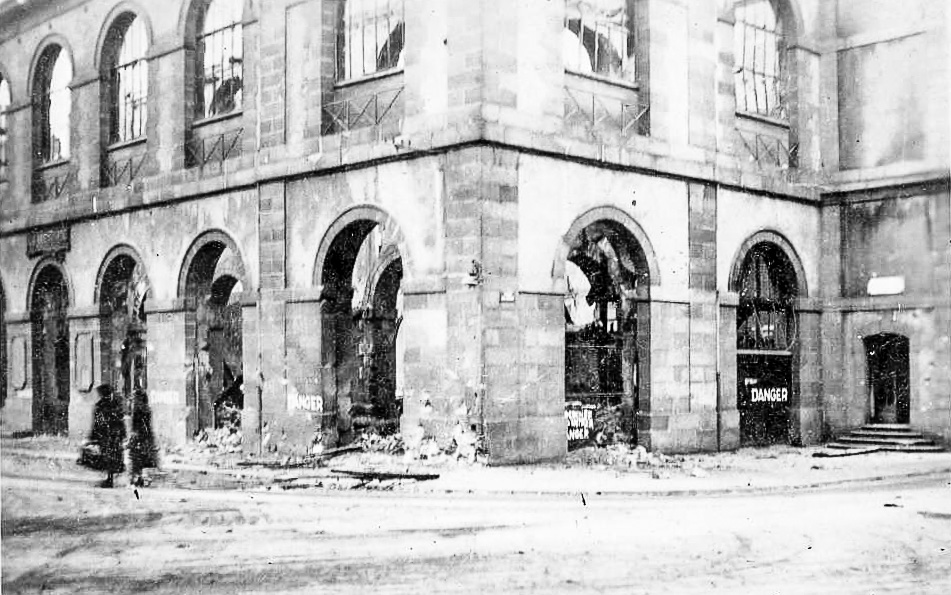
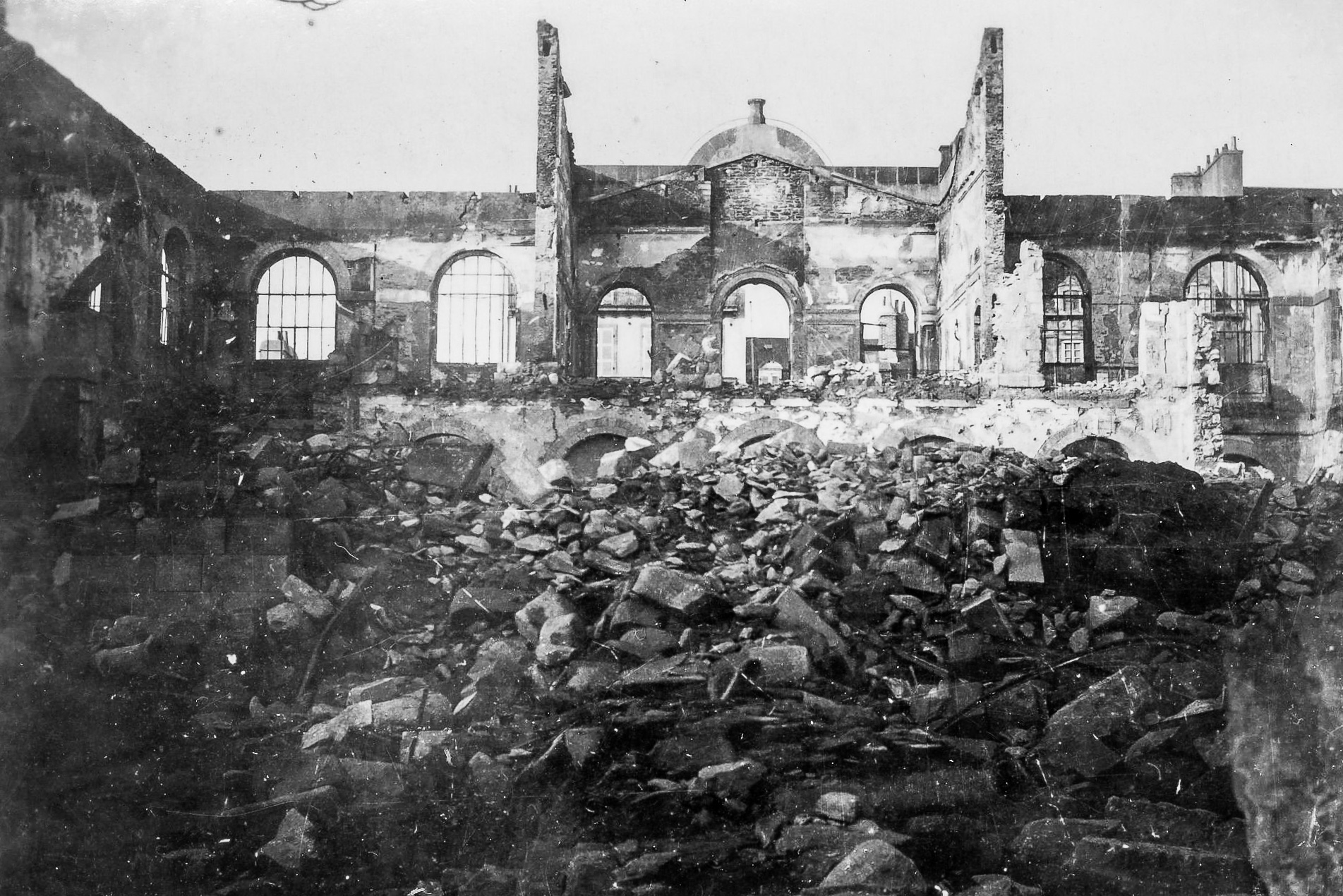
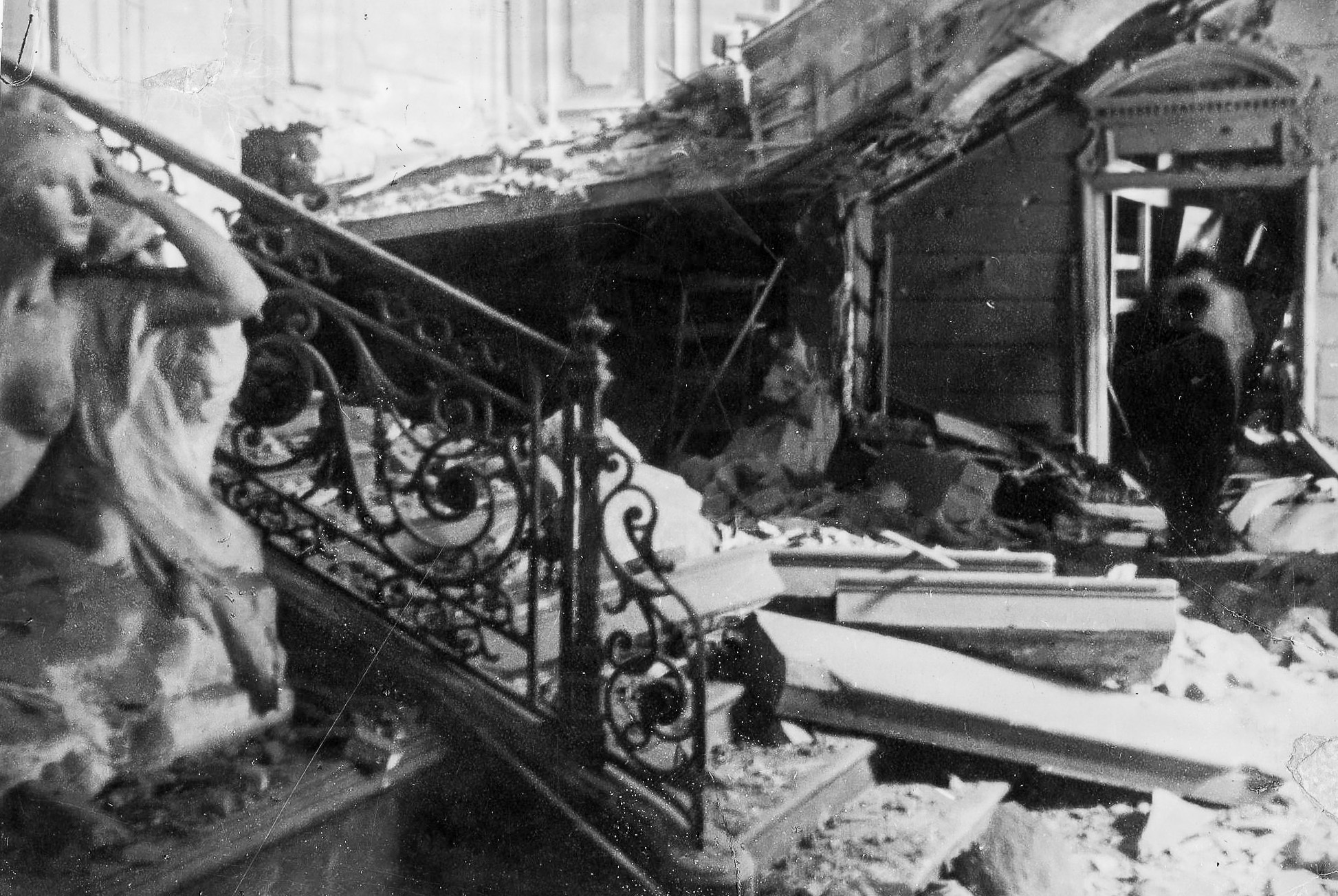
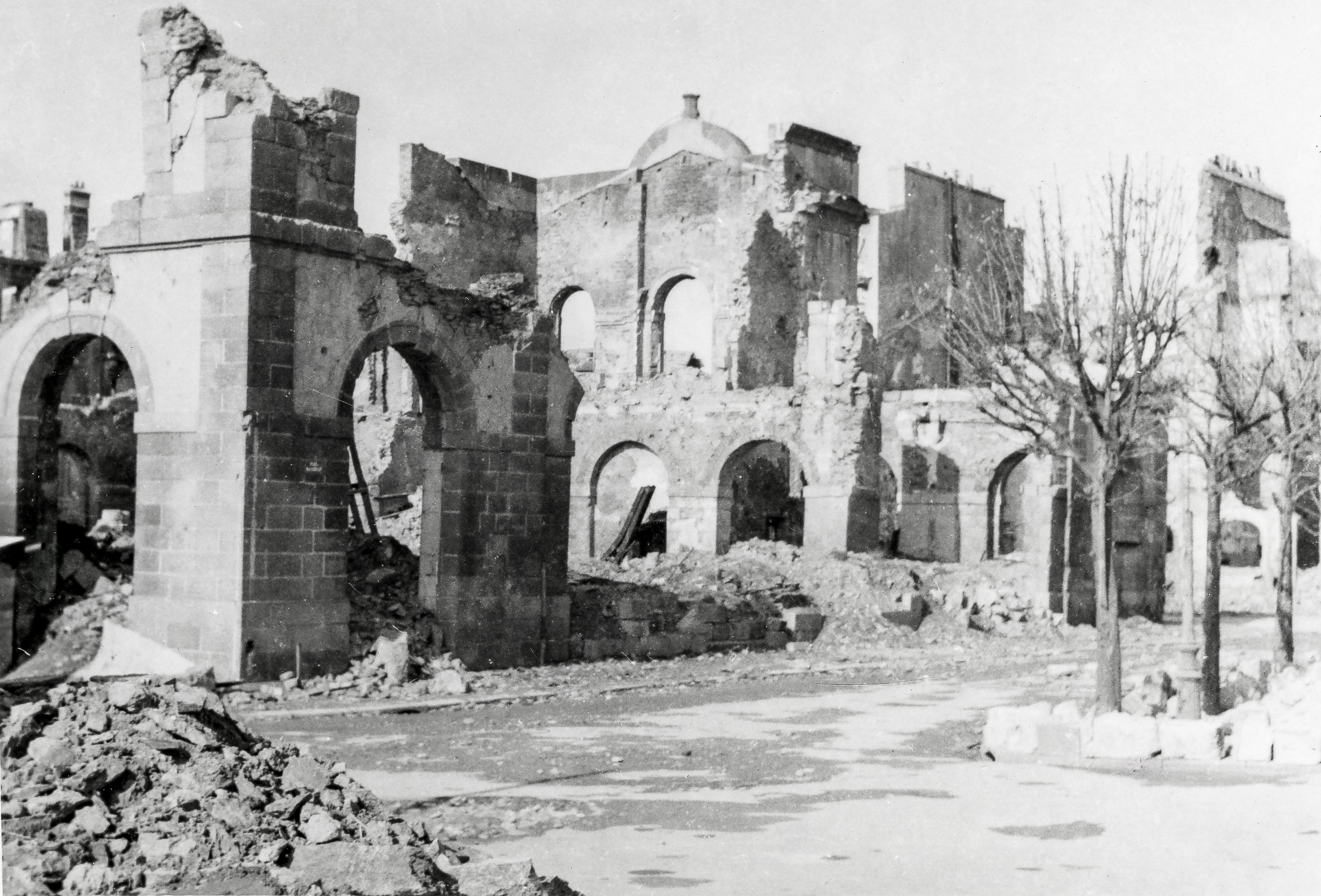
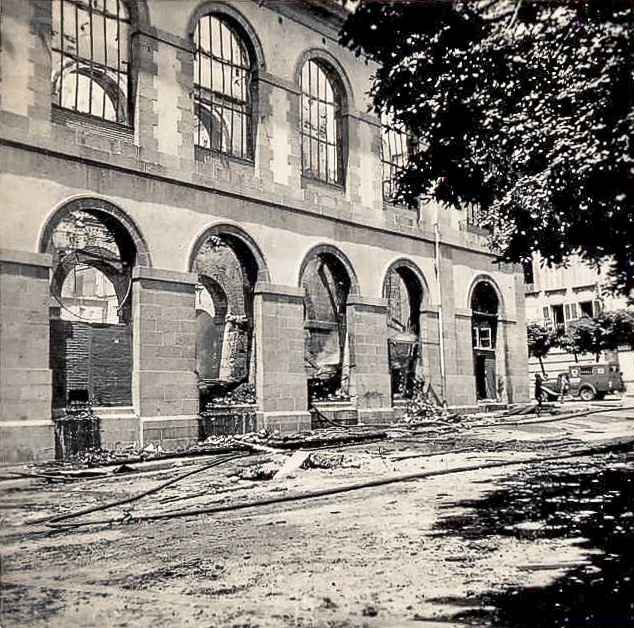
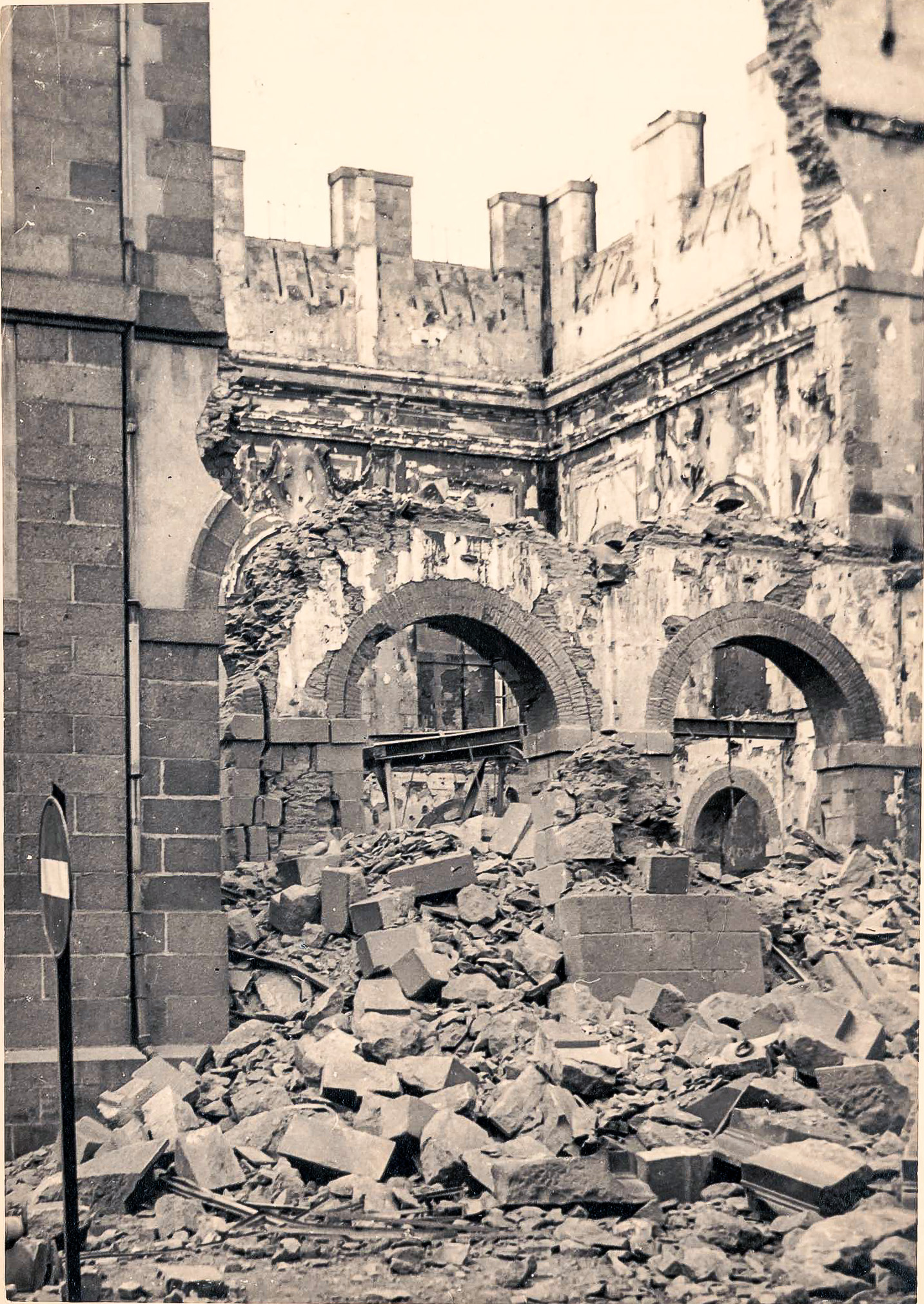
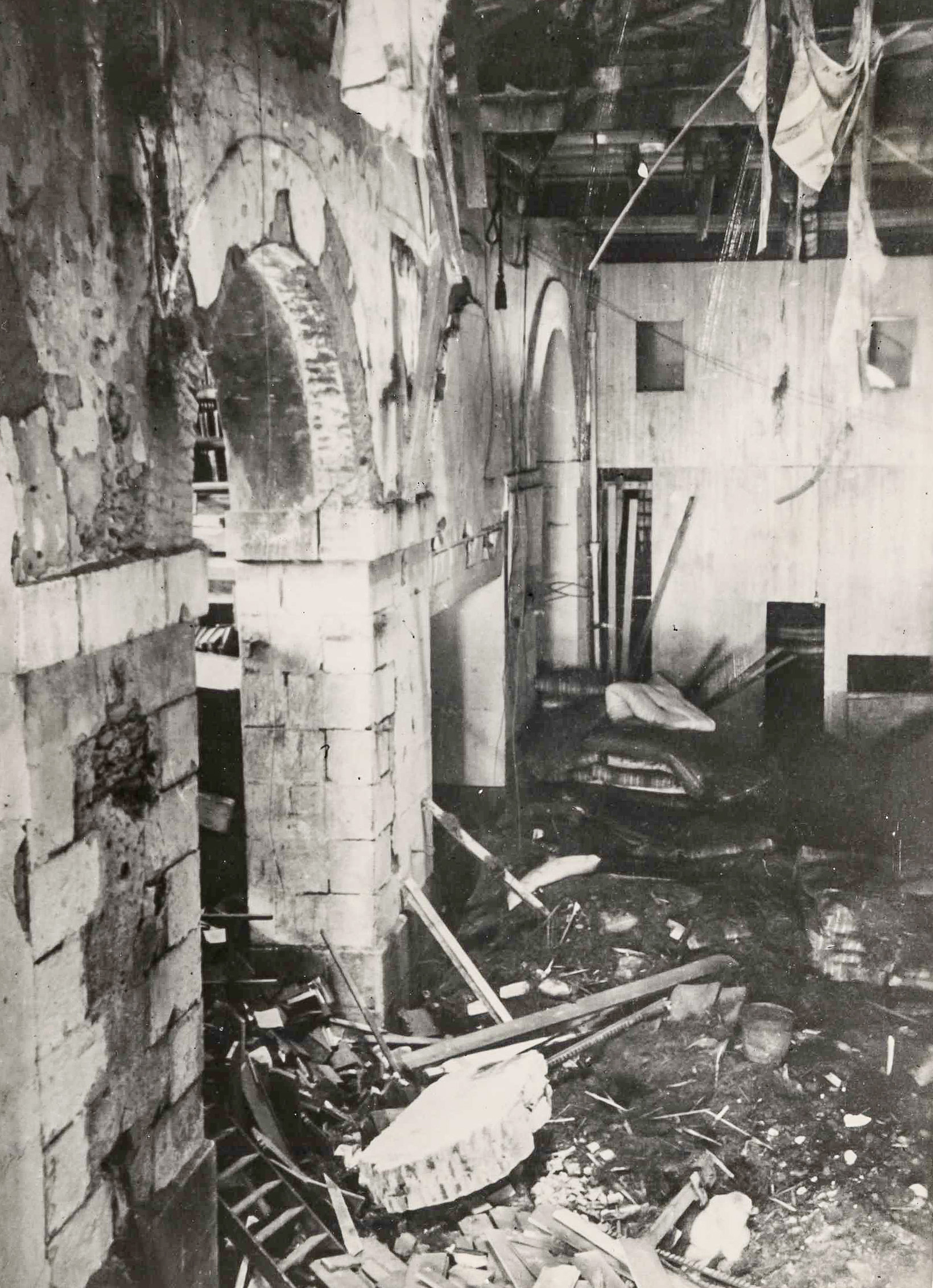
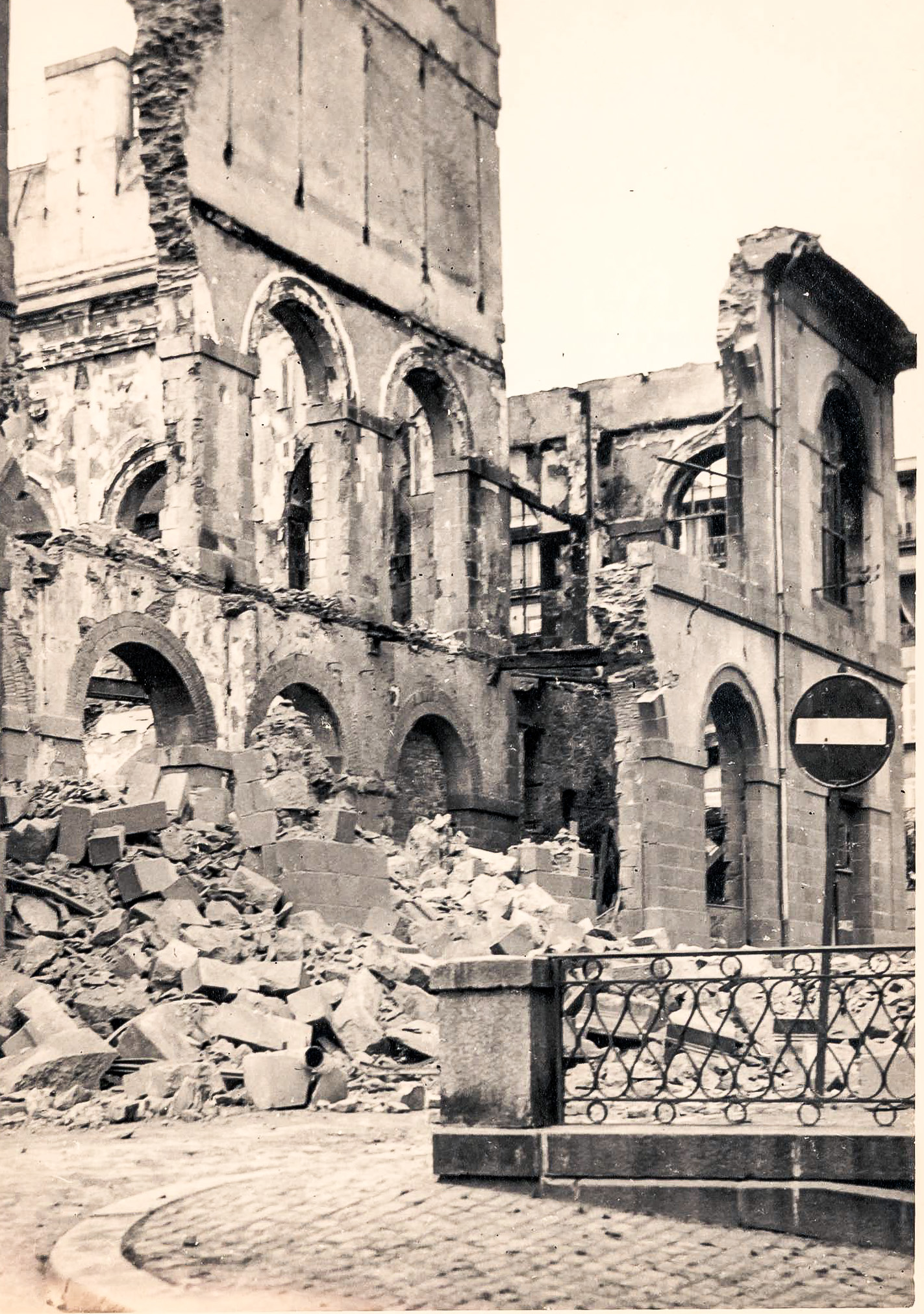
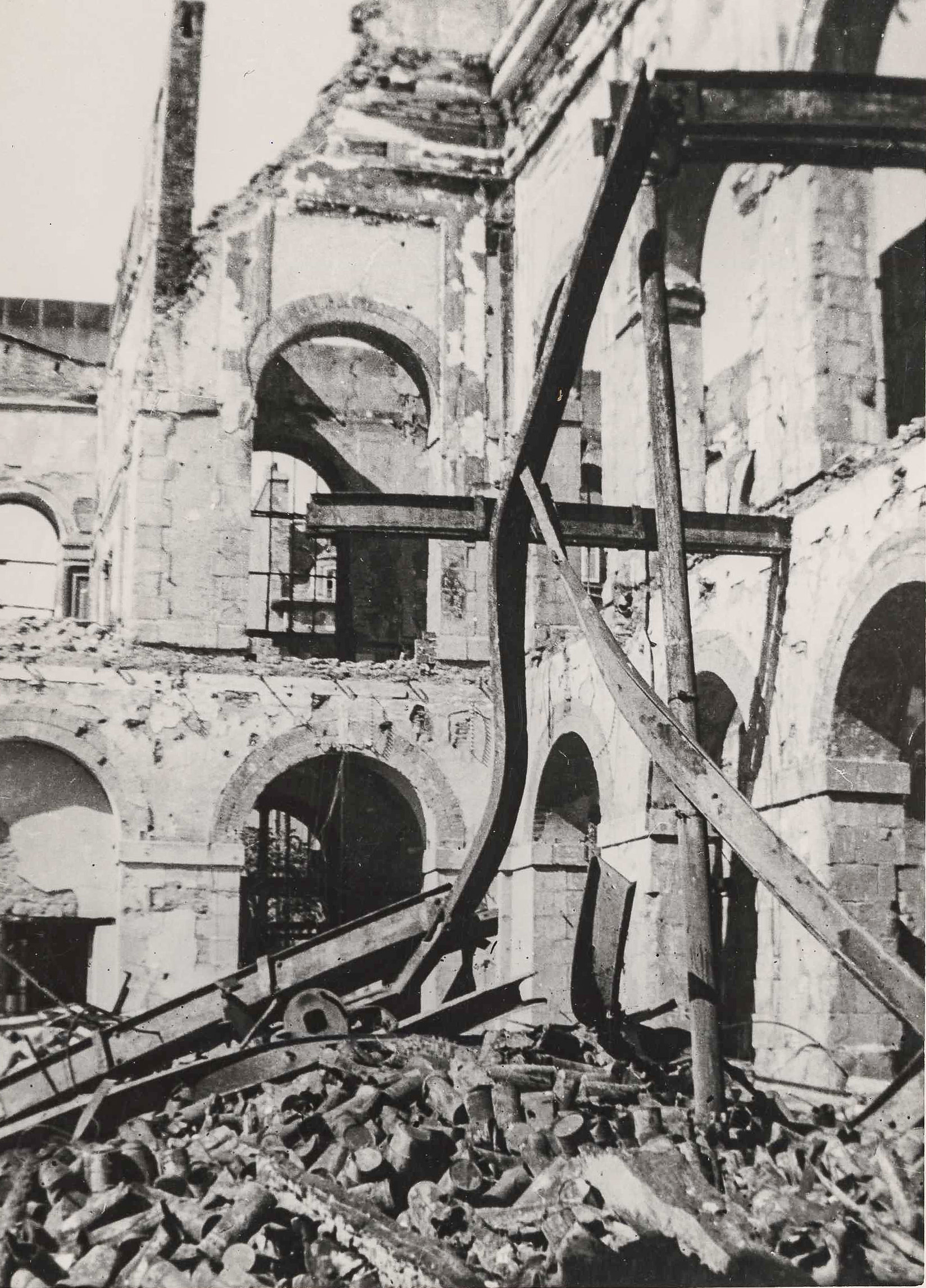

### Wiederaufbau
Am 27. Juni 1947 wurde das provisorische Museum in der Avenue Foch, nahe der städtischen Bibliothek und des Konservatoriums offiziell mit einer Wanderausstellung („Die französische Landschaft von Poussin bis heute“) mit 57 Zeichnungen und Aquarellen aus dem Louvre und aus dem Palais de Compiègne eröffnet. In dieser Zeit versuchte der Konservator die Sammlung hinsichtlich der Kriegsschäden und mit finanzieller Unterstützung der Gemeinde wieder aufzubauen.
Aber die Explosion des norwegischen Frachtschiffs Ocean Liberty, das am 28. Juli 1947 im Hafen Brest mit Ammoniumnitrat geladen war, zerstörte erneut das Museum teilweise. Glücklicherweise waren die historische Sammlung noch nicht wieder aus dem Château de la Lorie zurückgekommen und die Wanderausstellung war weiter nach Alençon gezogen.
Die Instandsetzung des Gebäudes wurde schnell umgesetzt.
Die evakuierte Sammlung wurden provisorisch im Musée des Beaux-Arts de Quimper, dann im Dachboden der Grundschule Kérichen und in dem Schuppen der Bibliothek der Avenue Foch untergebracht.
Im Jahr 1948 wollte sich das Museum der modernen bretonischen Malerei widmen wie Méheut, Ceria, Jean Puy oder moderne Maler wie Picasso, Matisse, Vlaminck. Aber die ersten wichtigen Ankäufe waren italienische und französische Werke des 17. und 18. Jahrhunderts. In dieser Zeit schenkte die Stadt Glasgow, die Partnerstadt des Wiederaufbaus in Brest war, dem Museum diverse ethnographische und Gebrauchsobjekte.
Während der Rekonstruktion von Brest präsentierte der Architekt Jean-Baptiste Mahon im Dezember 1959 dem Gemeinderat die Pläne einer kulturellen Stadt mit einer Kunstschule und einem Museum. Er vertraute die Konzeption des Museums einem seiner Mitarbeiter, Cohen, an.
Anfang 1960 wurde David Ojalvo (1923?-2018) zum Konservator bis 1964 ernannt. Seine erste Arbeit bestand daraus, alle vom Krieg verschonten und verstreuten Werke zu inventarisieren. Er konzentrierte die Ankäufe des Museums auf die Ethnographie. Anlässlich des internationalen Dudelsack-Festivals kaufte er bei spezialisierten Antiquaren eine Sammlung europäischer Dudelsäcke.
Die offizielle Eröffnung des Museums fand am 3. August 1968 statt. Seit dieser Zeit wurden zahlreiche temporäre Ausstellungen im Museum präsentiert.
Der neue Konservator René Le Bihan verfolgte eine andere Agenda und konzentrierte sich auf die schönen Künste und auf die Schule von Pont-Aven. Er warf dem Architekten Mahon vor, ein Gebäude mit zu vielen Fenstern entwickelt zu haben. Es wäre schwierig, dort Gemälde aufzuhängen. Er blieb 38 Jahre, von 1964 bis 2002 der führende Kopf der Institution. Die verschiedenen Gemeinden erlaubten ihm, mehr als 800 Werke wieder zusammenzuführen. 150 Werke sind in der permanenten Ausstellung.
Die Schule von Pont-Aven und die Nabis besitzen einen wichtigen Platz in der Sammlung. Mehr als 100 Werke wurden mithilfe eines Staatsfonds zu Kriegsverlusten oder aus Vorkäufen im Zoll erworben.
So kommt es, dass Gemälde von Henri Delavallée wie dieses Pastell vertreten sind:
Im Jahr 1974 publizierte das Museum seinen ersten Katalog anlässlich der Ausstellung „Renaissance du Musée de Brest“ im Louvre im Pavillon de Flore (25. Oktober–27. Januar 1975). Hier wurde das komplette Gemäldeinventar ausgestellt.

## Sammlung

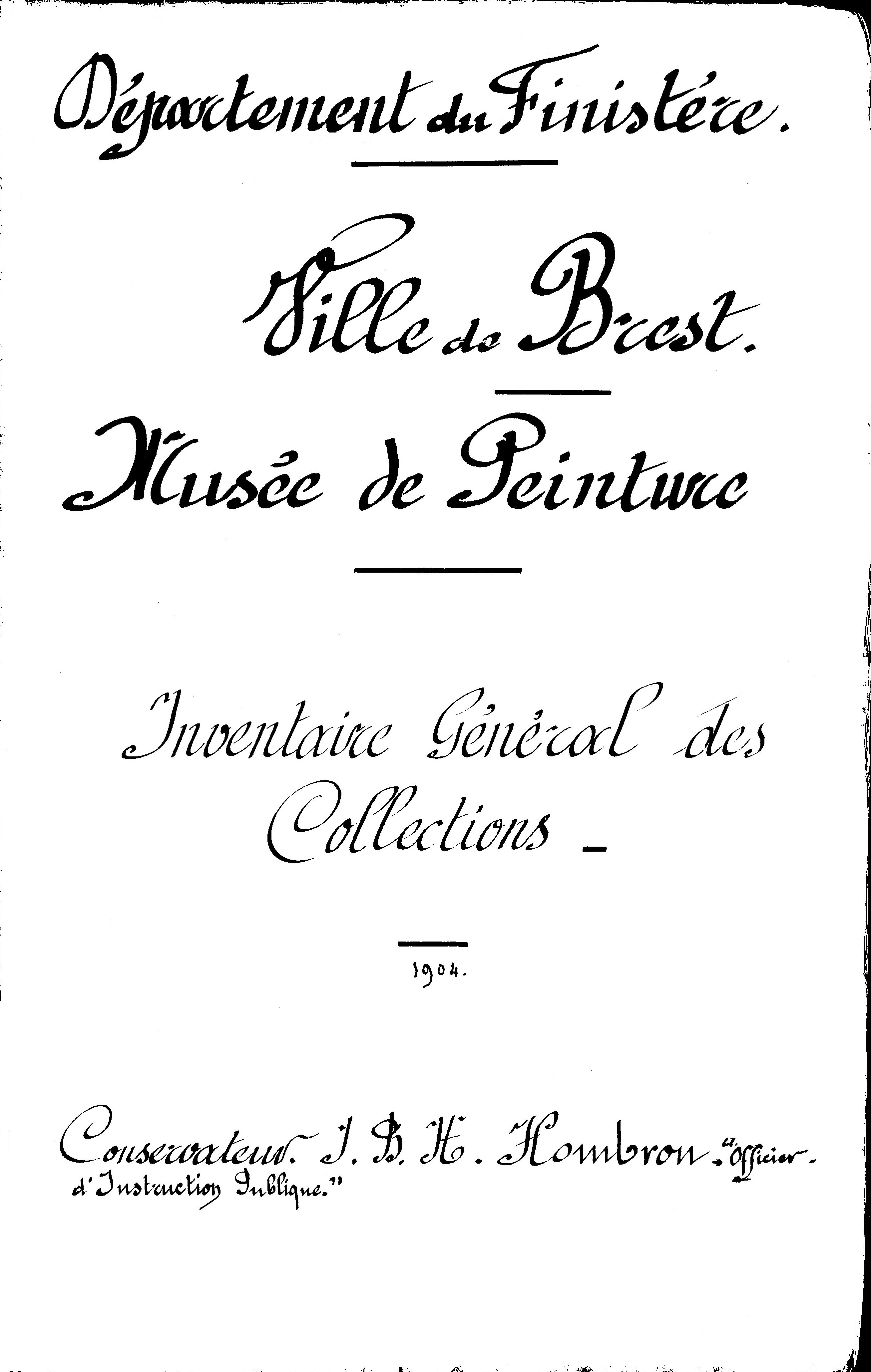
Deckblatt des Generalinventars der Sammlung von 1904.

Die Sammlung setzte sich in mehreren Etappen zusammen. Im Jahr 1892 schrieb der Konservator Henri Hobron das erste Inventar. In dieser Zeit besaß das Museum 228 Malereien, 291 Druckgraphiken und Zeichnungen und 38 Skulpturen. Im Jahr 1904 schrieb der Konservator ein Inventar der ganzen Sammlung mit den Namen der Schenker. Im Jahr 1906 übermittelte die Comtesse Rodellec du Portzic die Sammlung ihres früheren Ehemannes John Burnett-Stears insbesondere etruskische und mykenische Keramiken und afrikanische und ozeanische Sammlungen. Die Manufaktur Sèvres hinterlegte im Jahr 1913 mehr als 80 Objekte, hauptsächlich Vasen und Geschirr. Im Jahr 1948 bot die Partnerstadt Glasgow dem Museum ca. 100 ethnographische und außereuropäische Objekte an. Das Museum besitzt außerdem eine Sammlung von 90 Dudelsäcken, die von dem Konservator David Ojalvo Anfang der 1960er Jahre zusammengestellt wurden.
Seit der zweiten Hälfte des 20. Jahrhunderts konzentrierten sich die Ankäufe auf alte Malereien: der italienischen Schule des 17. und 18. Jahrhunderts, der Schule von Pont-Aven und der Gruppe der Nabis.
Im Verlauf der Jahre sammelten sich einige asiatische Objekte an. Im Jahr 1886 vermachte Paul Reveillère einen Teil seiner Sammlung asiatischer Objekte, die er bei seinen militärischen Feldzügen im Fernen Osten sammelte. Im Jahr 1914 teilte François-Auguste Danguillecourt seine Sammlung (von mehr als 500 Objekten, darunter die Okimono) zwischen den Museen Brest und Rouen auf. Im Jahr 1924 deponierte das Musé national de la Marine in Brest einen Teil der japanischen Objekte, die Joseph Albert Le Libon in China erstanden hatte. Im Jahr 1945 vermacht Paul Marie Charles Layrle, Schiffskapitän, Objekte aus China und Japan, die er im Verlauf seiner Karriere mitgebracht hatte. Darunter befand sich ein Samurai-Schwert und zwölf japanische Drucke von Utagawa Toyokuni.

### Malerei bis zum 18. Jahrhundert
Die Sammlung italienischer Malerei besteht aus Werken von Jacopo Bassano, Palma dem Jüngeren, Carlo Saraceni, Guercino, Carlo Dolci, Daniele Crespi, Giuseppe Recco, Giuseppe Cesari, Pietro della Vecchia, Jacopo Vignali, Luca Giordano (Heiliger Lukas malt die Madonna), Canaletto und Pompeo Batoni.
Die französische Malerei wird durch Maler wie Charles-Antoine Coypel, Jacques Courtois, Charles de La Fosse, Louis-Nicolas Van Blarenberghe, Charles-Joseph Natoire, Jean-François de Troy, Sébastien Bourdon, Henry d'Arles, Jean-Laurent Mosnier, François-Édouard Cibot, Auguste Couder, Jean-Baptiste Regnault, Carle van Loo vertreten.
Für die Schulen des Nordens finden sich Maler wie Bonaventura Peeters, Bartholomeus Breenbergh, Herman van Swanevelt, Jan Weenix, Leonard Bramer und Angelika Kauffmann.

### Malerei ab dem 19. Jahrhundert
Die französische Malerei des 19. Jahrhunderts dominiert die Sammlung: Man findet Werke der romantischen, der akademischen und der postimpressionistischen Strömung bis zum Surrealismus mit Künstlern wie Eugène Isabey, Alexandre-Gabriel Decamps, Eugène Fromentin, Suzanne Valadon, Maurice Utrillo, Maurice Asselin. Einen großen Teil wird der Geschichte von Brest beigemessen, den Seestücken (Théodore und Henriette Gudin) und der bretonischen Malerei (unter anderen Jean-Jacques Morvan).
Es gibt Werke der Schule von Pont-Aven, der Postimpressionisten und der Nabis: Henri-Gabriel Ibels, Henri Delavallée, Claude-Émile Schuffenecker, Henry Moret, Armand Seguin, Émile Bernard, Maxime Maufra, Édouard Manet, Pierre Bonnard, Georges Lacombe, Paul Sérusier, Maurice Denis, Julie Delance-Feurgard, Albert Clouard und Jean-Julien Lemordant.
Werke von Orientalisten: Paul Leroy, Charles de Tournemine, Anna Quinquaud.
Von symbolistischen Künstlern wie Edgar Maxence, Henri Martin, Alexandre Séon, Eugène Carrière, Lucien Lévy-Dhurmer, René Ménard, Charles-Marie Dulac, Leon Spilliaert.
Der Saal Charles Estienne zeigt Künstler nahe der lyrischen Abstraktion, der geometrischen Abstraktion und der Art brut. Yves Tanguy, Marcelle Loubchansky, Jean Degottex, Jean Deyrolle, René Duvillier, Jan Krizek, François Dilasser.

## Galerie

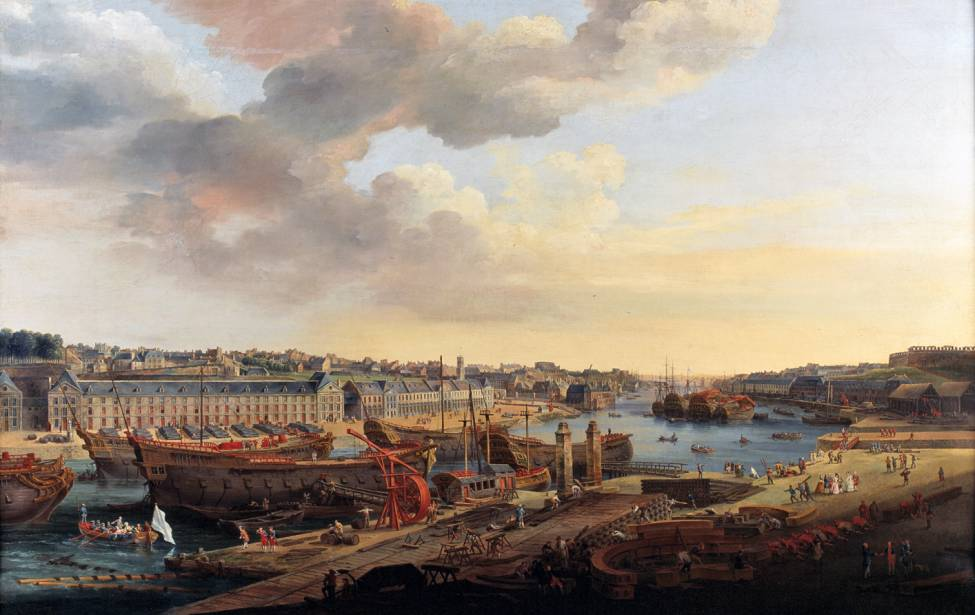
Louis-Nicolas Van Blarenberghe, Vue du port de Brest prise depuis la terrasse des Capucins
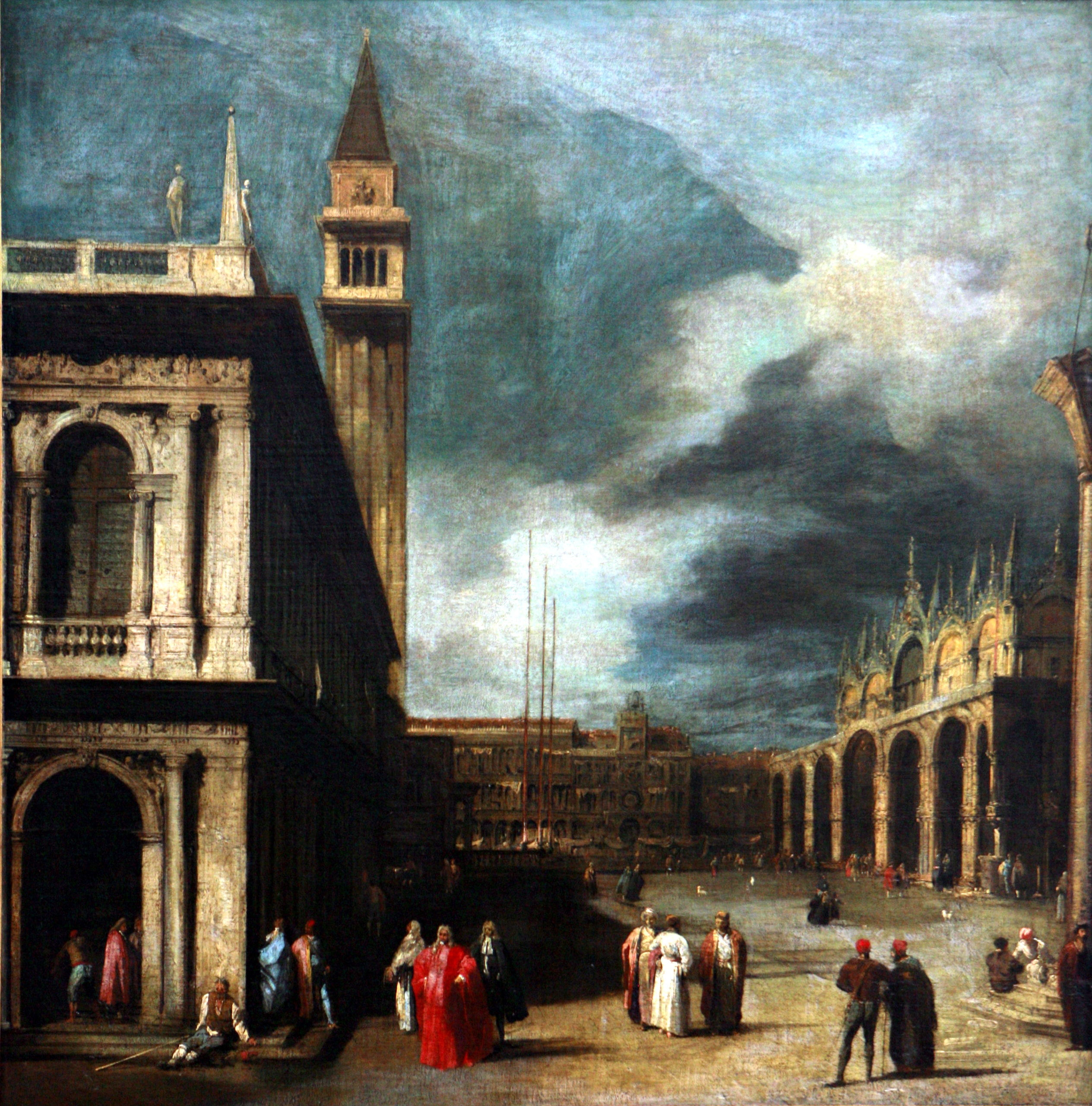
Giovanni Antonio Canal (genannt Canaletto), Venedig, Markusplatz.
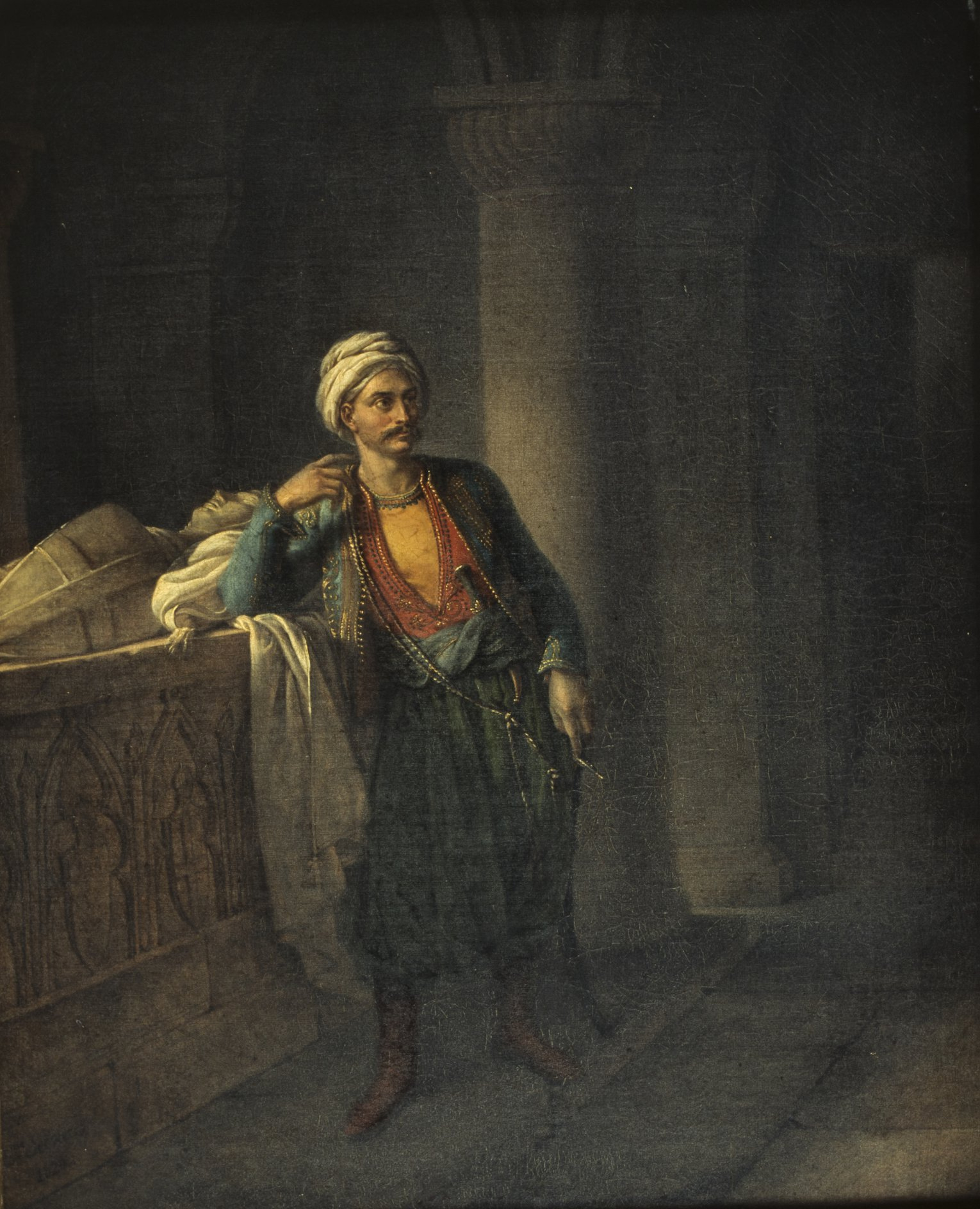
Eugénie Servières, Maleck-Adhel wartet auf Mathilde am Grab von Josselin de Montmorency
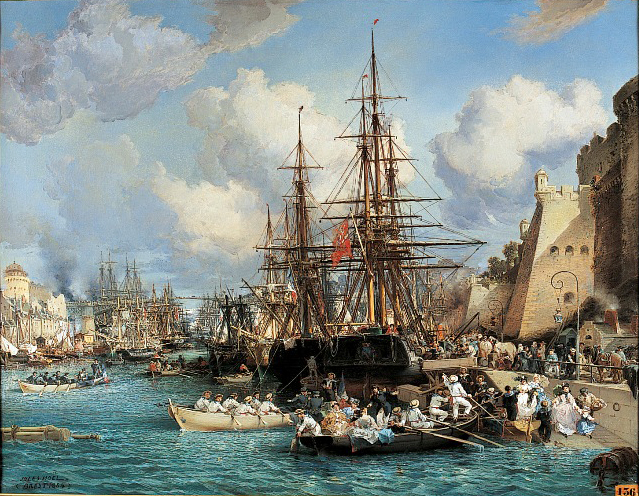
Jules Noël, Hafen von Brest
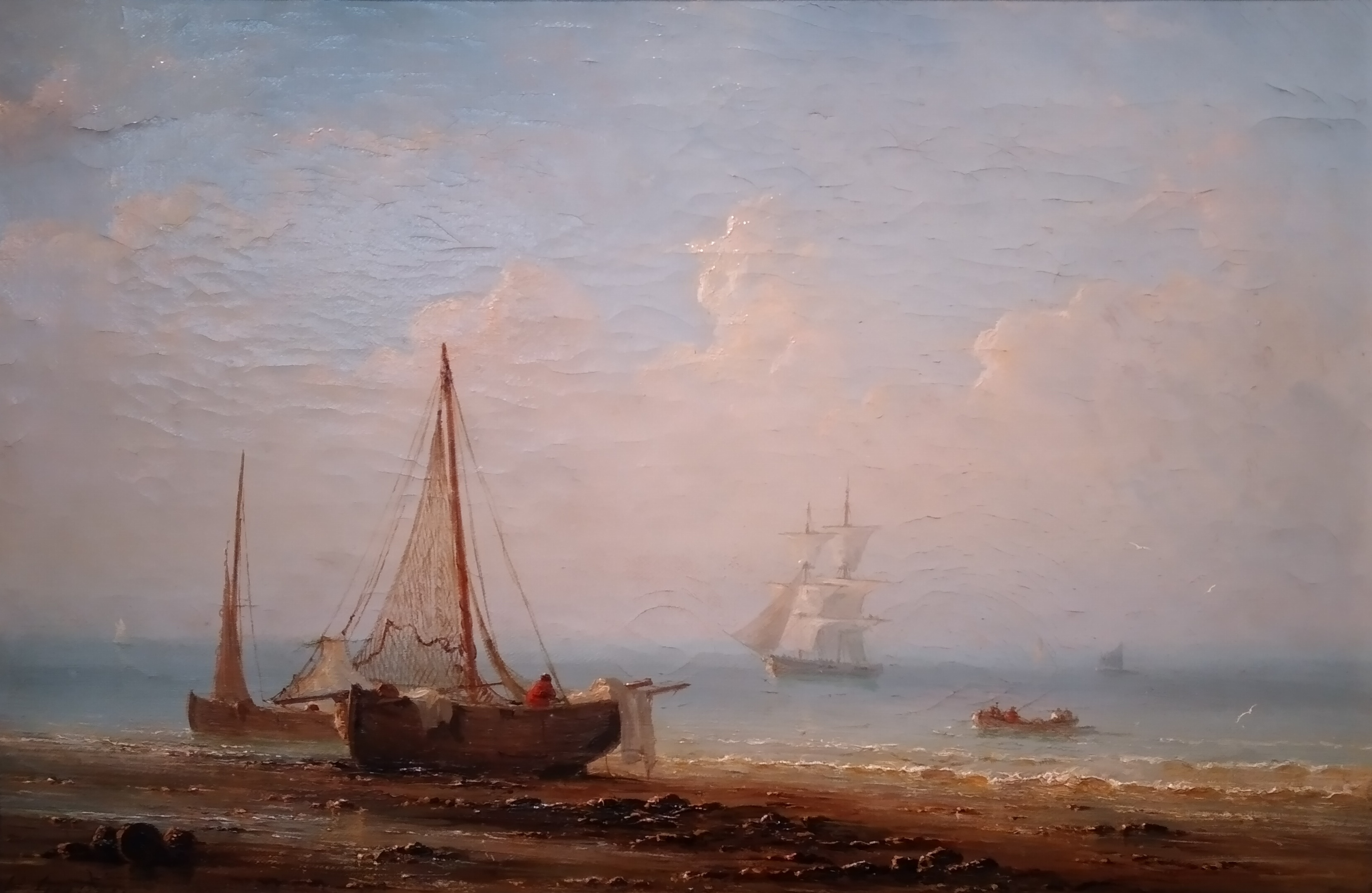
Henriette Gudin, Gekentertes Boot im Morgenrot
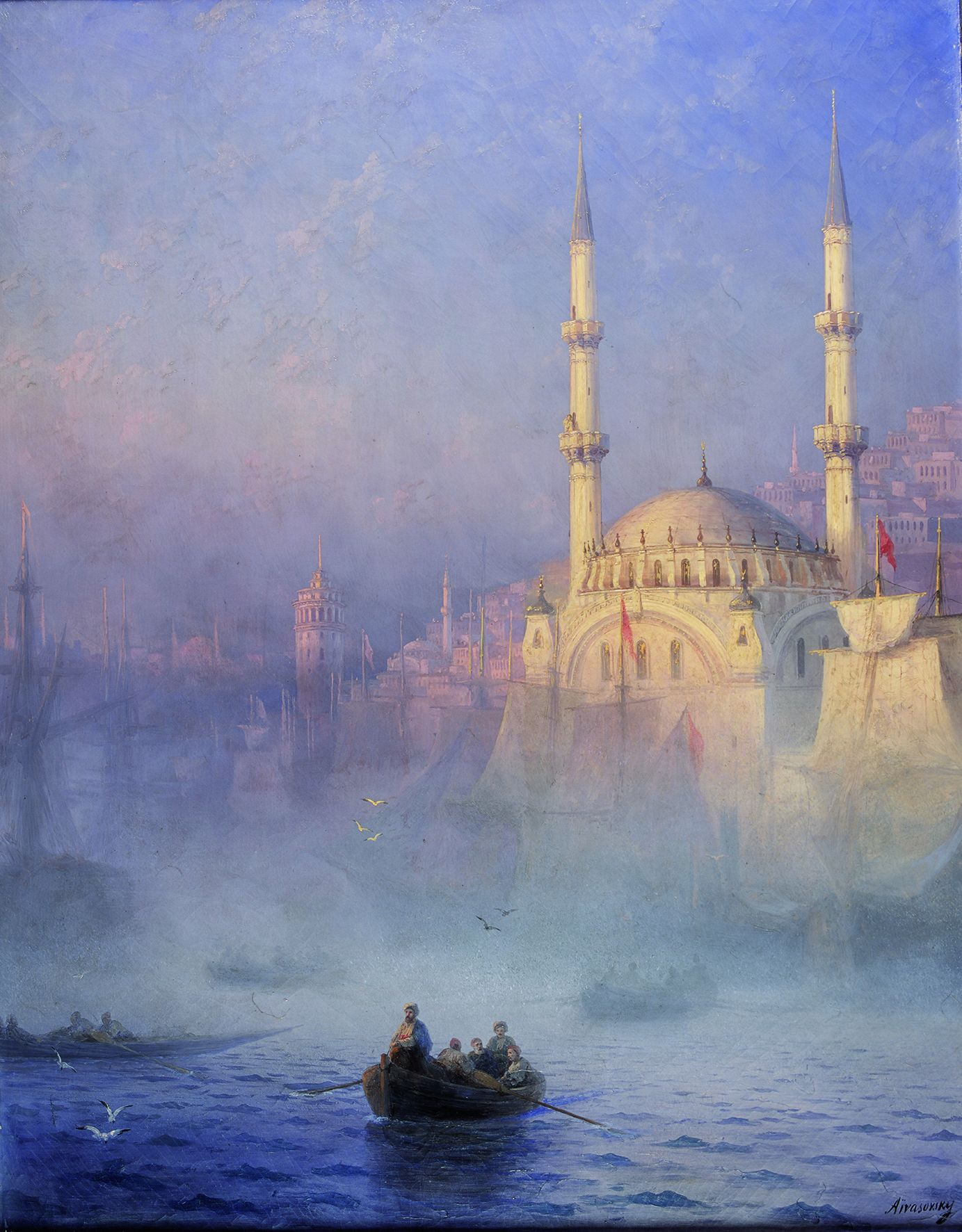
Ivan Aïvazovski, Konstantinopel, Die Moschee in Top-Hané
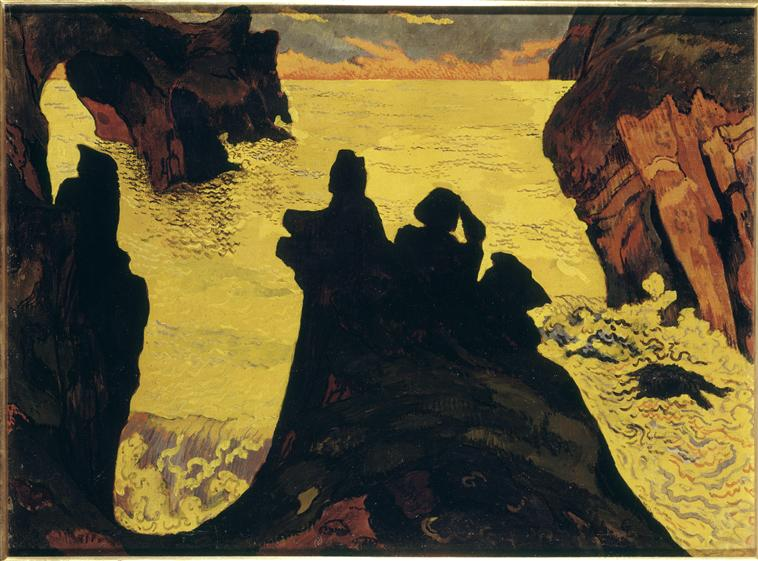
Georges Lacombe, Das gelbe Meer, Camaret
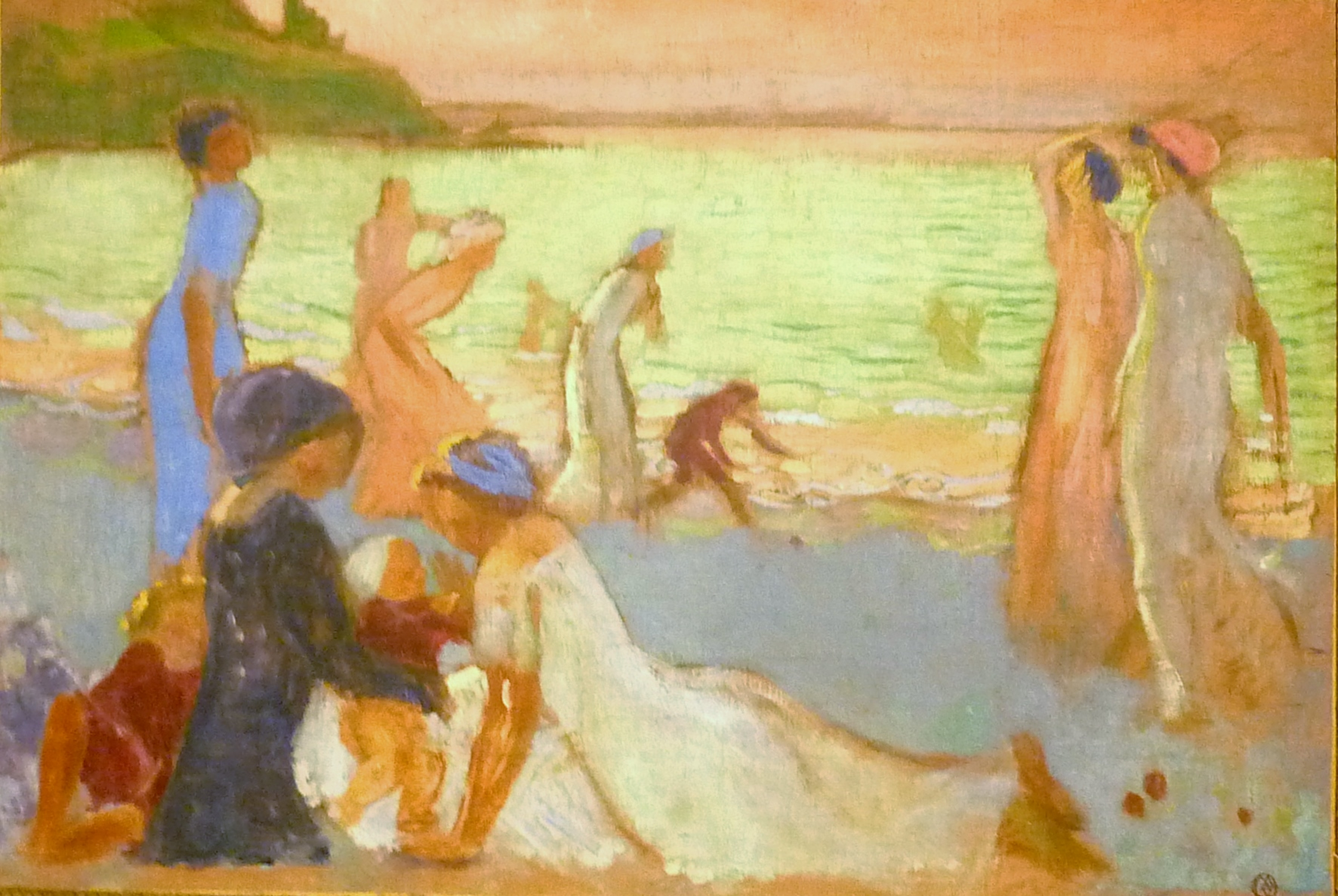
Maurice Denis, Septemberabend